# Berlin-Friedenau
Friedenau (ˌfriːdə'naʊ̯) ist ein Ortsteil des Bezirks Tempelhof-Schöneberg in Berlin.
Er ist verhältnismäßig zentral gelegen (bis zur City West sind es rund drei Kilometer) und wird unter anderem durch die Haupt- und die sich anschließende Rheinstraße als Einkaufsmeile geprägt. Zugleich verleiht die kleinteilige vorwiegend aus Altbauten des 19. Jahrhunderts bestehende Bebauungsstruktur, die mit Vorgärten und zahlreichen Straßenbäumen versehen ist und eine hohe Baudenkmaldichte aufweist, dem Ortsteil einen ruhigen Charakter.
Eine Besonderheit des Ortsteils liegt nach der seinerzeitigen Planung in der teilweise symmetrischen Aufteilung der Straßen. Der Ortsteil ist einer der flächenmäßig kleinsten und mit 17.504 Einwohnern pro Quadratkilometer der am dichtesten besiedelte unter den 97 Ortsteilen Berlins.

## Lage

### Geographie

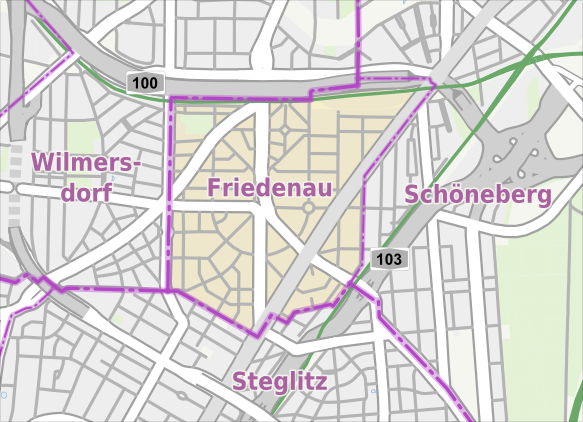

Friedenau liegt auf dem Teltow-Höhenzug südlich des Berlin-Warschauer Urstromtales mit einer mittleren Höhe von rund 40 m ü. NHN auf einer Fläche von 168 Hektar. Die Nord-Süd-Ausdehnung beträgt rund 1,4 km, in West-Ost-Richtung sind es in Höhe des Friedrich-Wilhelm-Platzes etwa 1,2 km, entlang der nördlichen Ortsgrenze rund 1,6 km.
Die Grenze des Ortsteils verläuft im Norden parallel zur Ringbahn-Trasse, im Westen entlang der Laubacher Straße zu Wilmersdorf und im Südwesten entlang der Bornstraße zu Steglitz. Die Ostgrenze Friedenaus zum Ortsteil Schöneberg verläuft entlang der Haupt- und der Fregestraße.
Friedenau stellt mit seiner Lage zwischen der Grenze zu Wilmersdorf und Schöneberg im Norden und der Steglitzer Schloßstraße – ab Walther-Schreiber-Platz – sowie dem Einzugsgebiet von Dahlem im Süden ein Bindeglied zwischen diesen – insgesamt bürgerlich geprägten – Ortsteilen dar.
Mitunter werden Friedenau auch weiter östlich gelegene Gebiete zugeordnet, obwohl sie amtlich nicht auf Friedenauer Terrain liegen, sondern auf dem Gebiet des Ortsteils Schöneberg. Dazu zählen der S-Bahnhof Friedenau, die Ceciliengärten und die Umgebung der Rubensstraße bis zum Grazer Damm (das sogenannte „Malerviertel“ bzw. der „Dürerkiez“) sowie das Auguste-Viktoria-Krankenhaus. Die dort im ersten Drittel des 20. Jahrhunderts errichteten Wohnanlagen wurden als „Neu-Friedenau“ bezeichnet, obwohl sie im Ortsteil Schöneberg liegen.
Die Grenze zwischen Friedenau und Schöneberg verlief ursprünglich östlich des Straßenzuges Ringstraße (heute: Dickhardtstraße) – Lauterstraße. In zwei Grenzverschiebungen 1940 und Mitte der 1950er Jahre wurde die Grenze etwas nach Osten verschoben. Heute verläuft sie entlang der Fregestraße und der Hauptstraße bis zur Ringbahn.

### Stadtbild

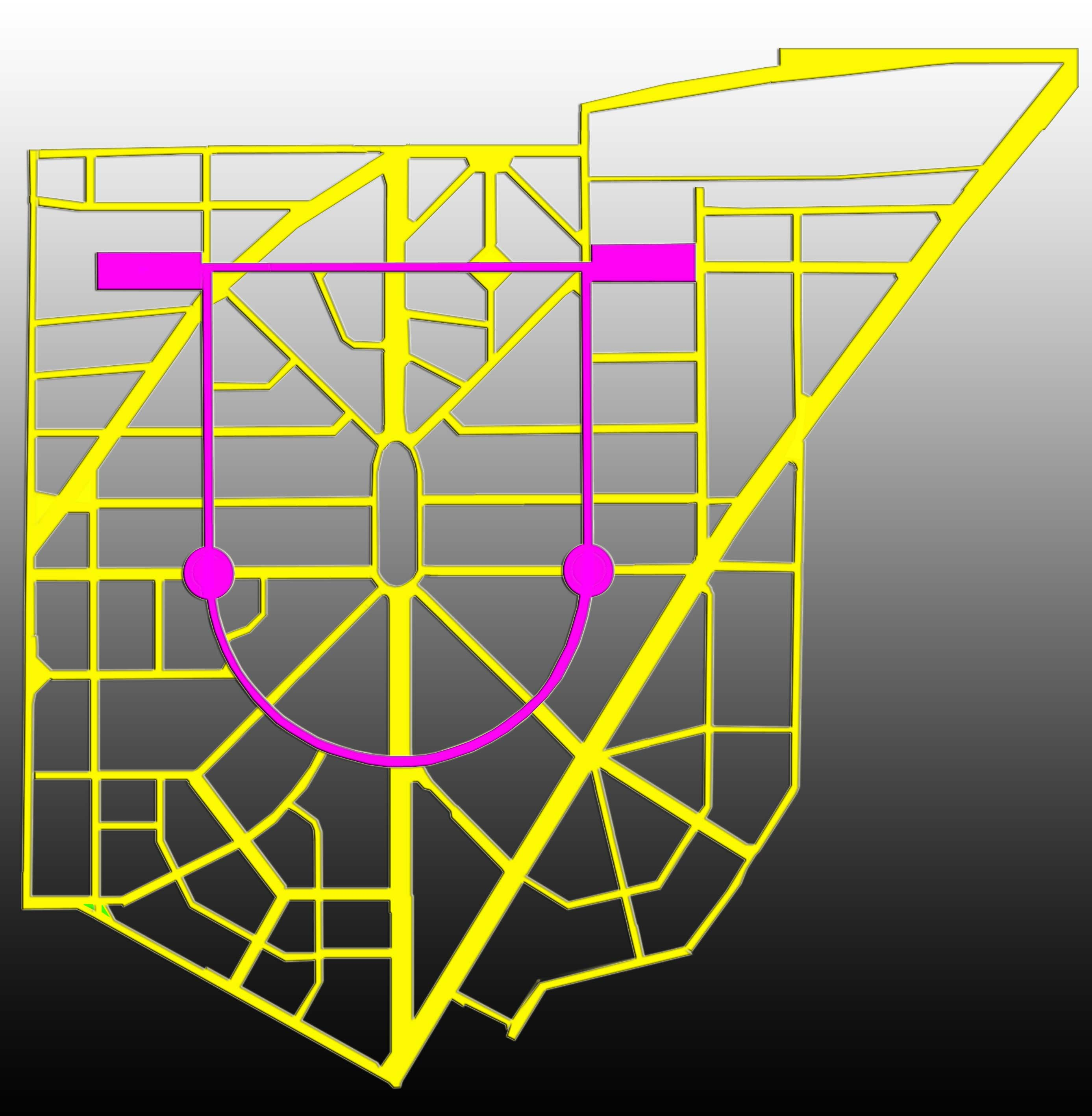
Die pink eingezeichnete „Carstenn-Figur“ im historischen Straßenplan von Friedenau

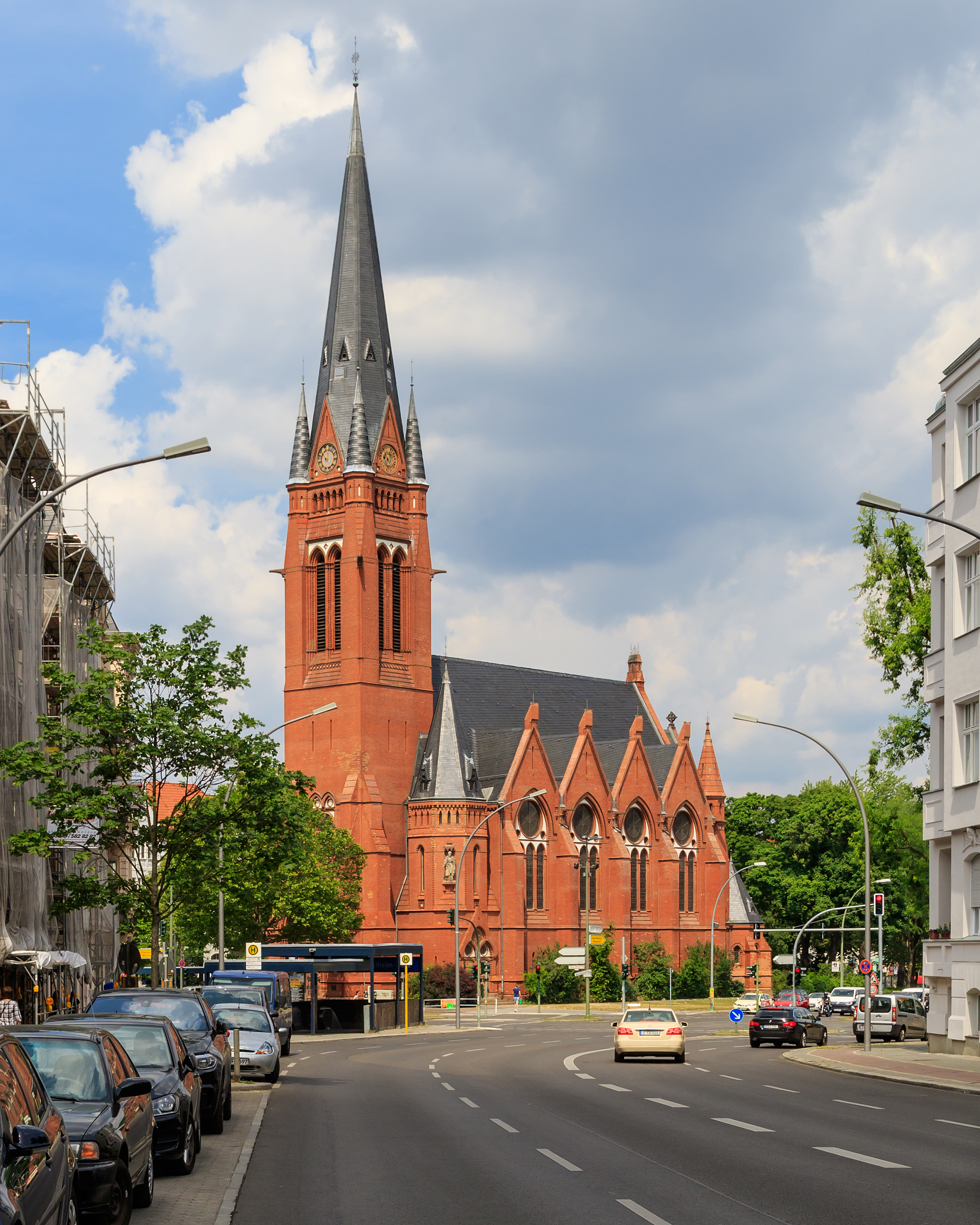
Die Kirche „Zum guten Hirten“ auf dem Friedrich-Wilhelm-Platz ist städtebaulicher Mittelpunkt der Friedenauer Carstenn-Figur

Ein herausragendes Merkmal des Ortsteils ist die nach dem Planer Johann Anton Wilhelm von Carstenn benannte Carstenn-Figur, eine regelmäßige städtebauliche Anordnung von Straßen und Plätzen. Die ursprüngliche Siedlungsstruktur ist noch gut zu erkennen: Vom zentralen Friedrich-Wilhelm-Platz, der als Anger konzipiert wurde, gehen Straßen strahlenförmig in alle Himmelsrichtungen auseinander, ein hufeisenförmiger Ring (Stubenrauch- und Handjerystraße) mit vier weiteren Plätzen (dem Perelsplatz, ehemals Berliner Platz und später Maybachplatz, dem Renée-Sintenis-Platz, früher Wilmersdorfer Platz, dem Schillerplatz, bis 1905 Schmargendorfer Platz, sowie dem ehemaligen Hamburger Platz, einem Teil des Friedhofs an der Stubenrauchstraße) legt sich um den zentralen Platz und wird im Norden durch die in West-Ost-Richtung verlaufende Achse der Mainauer, Senta- und Evastraße geschlossen. Die zentrale Nord-Süd-Achse bildet die Bundesallee, und jeweils diagonal verlaufen im Südosten die Rhein- und die Hauptstraße und nordwestlich der Südwestkorso.
Einige Friedenauer Straßen wurden nach Flüssen in Elsaß-Lothringen umbenannt, was dem Grundgedanken der Namensgebung von Friedenau zur Erinnerung an den im Jahr seiner Gründung geschlossenen Frankfurter Frieden Ausdruck verleihen sollte.
Die Mehrzahl der Gebäude in Friedenau stammt vom Beginn des 20. Jahrhunderts. Dadurch hat der Ortsteil einen fast einheitlichen Baubestand. 185 Objekte stehen unter Denkmalschutz und verleihen Friedenau ein besonderes Flair. Friedenau blieb im Zweiten Weltkrieg nicht von alliierten Luftangriffen verschont, die an verschiedenen Stellen Lücken in das Stadtbild rissen. Diese sind aber mittlerweile fast vollständig durch Neubauten ausgefüllt und nur noch vereinzelt sind Baulücken zu finden. Die Neubauten sind im sonst sehr homogenen Stadtbild teilweise Fremdkörper, weil beim Wiederaufbau nach dem Krieg auf denkmalpflegerische Aspekte wenig Rücksicht genommen wurde.

## Geschichte

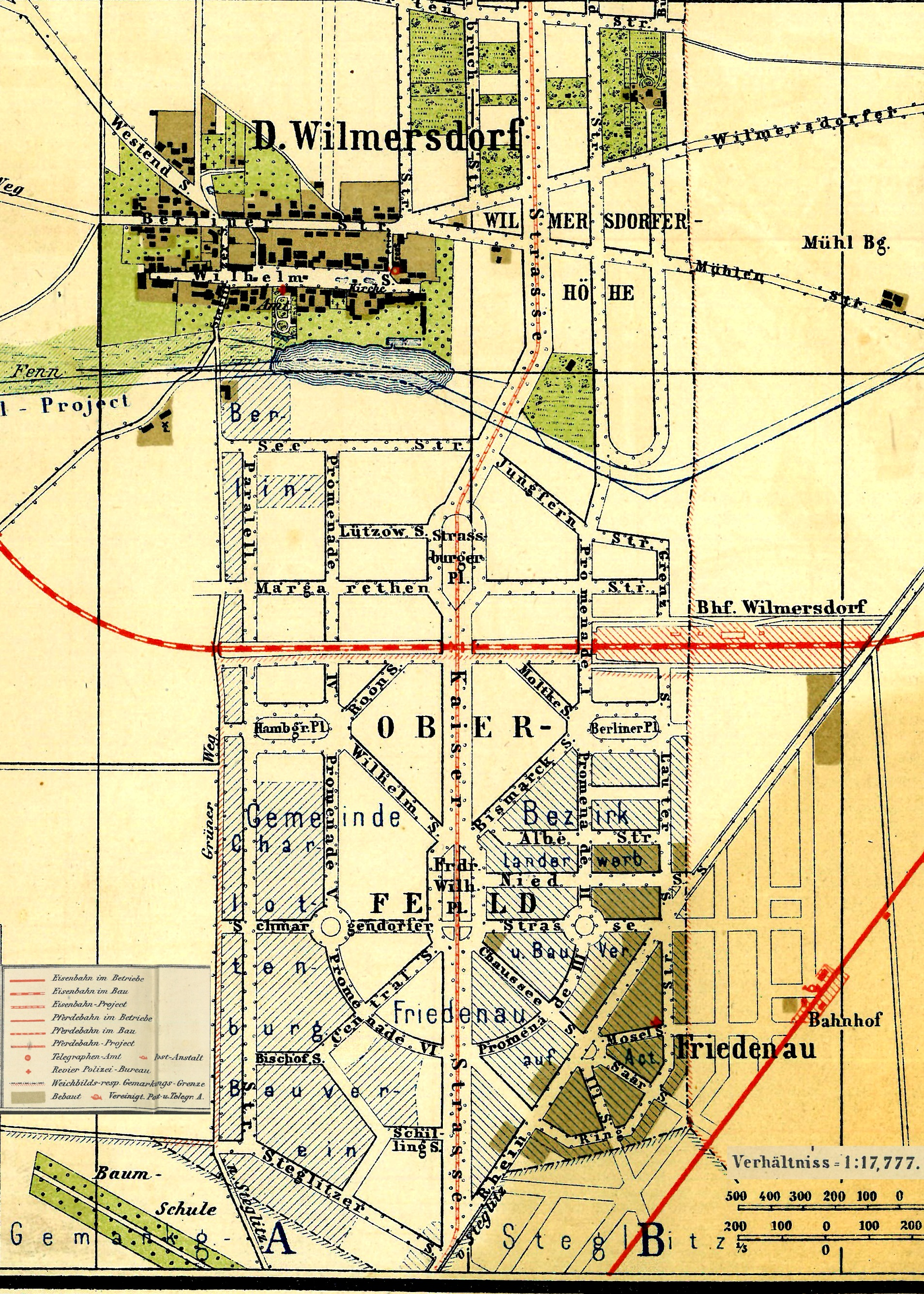
Altes Dorf und Reißbrettplanung, 1877

Anders als zahlreiche andere Berliner Ortsteile geht Friedenau nicht auf einen historischen Dorfkern zurück, sondern wurde in wilhelminischer Zeit neu gegründet. Wenige Monate nach der Beendigung des Deutsch-Französischen Kriegs im Jahr 1871 trat infolge des Zuzugs von über 50.000 Menschen eine so empfindliche Wohnungsnot im alten Kerngebiet Berlins ein, dass die Bautätigkeit bald auf den weiteren Umkreis der Hauptstadt übergriff. Der am 9. Juli 1871 ins Leben gerufene Landerwerb- und Bauverein auf Actien gründete den Villenvorort und erwarb zwischen 1871 und 1875 insgesamt 550 Morgen Land des Ritterguts Deutsch-Wilmersdorf mit der Absicht, preiswerte und zweckmäßige Wohnstätten zu schaffen. Der Name Friedenau, der auf das Ende des Deutsch-Französischen Kriegs hinweist, stammt von Auguste Hähnel, der Frau des Baumeisters Hermann Hähnel. Das Gelände wurde nach einem festen Siedlungsplan parzelliert. An der ehemaligen Ringstraße (seit 1962 Dickhardtstraße) entstand das erste Gebäude des Ortes. Im Jahr 1874 wurde der Bebauungsplan vom damals zuständigen Landkreis Teltow amtlich anerkannt und Friedenau am 9. November 1874 zur selbstständigen Landgemeinde dieses Landkreises erhoben. 1875 hatte Friedenau 1104 Einwohner in 258 Haushalten. Im Jahr 1912 waren es bereits rund 43.000 Menschen, die sich hier niedergelassen hatten.

### Planung und Umsetzung
Ursprünglich wurde Friedenau von dem Hamburger Kaufmann und Großgrundbesitzer Johann Anton Wilhelm von Carstenn als Villenvorort englischen Stils konzipiert. Er erwarb 1865 das Gebiet, und die Planer nutzten die Situation, um eine Landhauskolonie am Reißbrett zu entwerfen, was sich an dem symmetrisch gestalteten Straßennetz gut erkennen lässt.

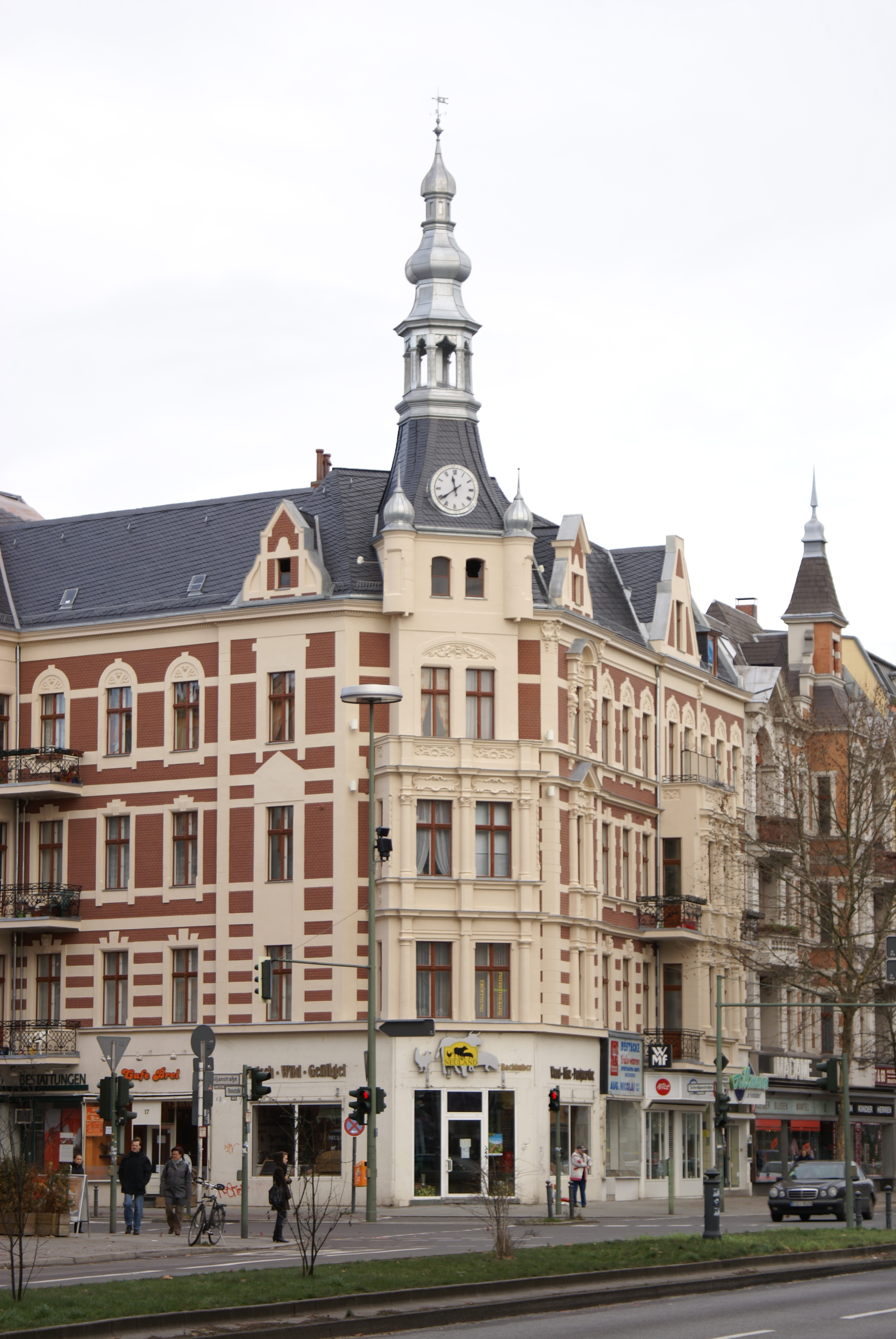
Ein für Friedenau typisches Haus aus der Gründerzeit an der Kaisereiche

Die geografische Nähe zur Stammbahn sowie der parallel verlaufenden Wannseebahn und die Einbeziehung der damaligen Berlin-Potsdamer Chaussee (Teil der Reichsstraße 1), die das Berliner Stadtschloss mit Potsdam verband, wurden für die Gründung der Landgemeinde Friedenau ausgewählt. Durch die Kaiserallee (seit 1950: Bundesallee) konnte eine weitere wichtige Verkehrsverbindung in den damals aufstrebenden „Neuen Westen“ rund um den Kurfürstendamm hergestellt werden.
Der Bebauungsplan von Johannes Otzen aus der Zeit nach Gründung des Landerwerb- und Bauvereins sah um 1871/1872 vor, dass sich die Grundbesitzer dazu verpflichten mussten, keine Mietshäuser, sondern nur Stadtvillen zu errichten. Einige der aus der Gründungszeit stammenden Landhäuser und Villen sind noch in der Niedstraße, in der Albestraße und in der Handjerystraße erhalten. Es handelt sich um bescheidene, meist eingeschossige Häuser mit Kellern und ausgebauten Dachgeschossen sowie sehr kleinen Gärten. Seinerzeit stritten sich die Bauherren darum, ob die Häuser verputzt oder als Ziegelrohbau errichtet werden sollten. Der Volksmund sprach von den „Rohbauern“, die die Ziegelbauweise bevorzugten, im Gegensatz zu den „Putzbauern“, die – insbesondere im Bereich westlich der Kaisereiche – ihre Häuser verputzen ließen.

Rennen auf der Radrennbahn im Sportpark Friedenau, 1903

Aufgrund des Wohnraummangels in Berlin wurde 1887 eine neue Bauordnung von der preußischen Regierung erlassen. Viele Villen wurden abgerissen und stattdessen Mietshäuser mit bis zu fünf Etagen errichtet. 1892 folgte eine weitere Bauordnung, die im alten Teil Friedenaus die Höhe der Gebäude auf vier Etagen einschließlich Erdgeschoss beschränkte. Der Bauunternehmer Georg Haberland hatte im nördlichen Teil Friedenaus großen Einfluss auf die Bauplanung für die damals noch freien Flächen. Als weitsichtiger Terrainentwickler plante er den Südwestkorso und das Wagnerviertel, dem der Sportpark Friedenau mit seiner Radrennbahn in den 1900er Jahren weichen musste.
Die junge Landgemeinde wurde durch ein lebendiges Vereinsleben zusammengehalten. Die Mitglieder der Friedenauer Liedertafel, des Haus- und Grundbesitzervereins, der Friedenauer Schützengilde, des Friedenauer Lehrervereins, der Vereinigung selbständiger Schneidermeister und des Kegelvereins Glatte Bahn trafen sich regelmäßig. Im Jahr 1886 wurde ein Männer-Turnverein gegründet, der noch als Friedenauer TSC 1886 e. V. existiert. Der damals sehr beliebte Radsport wurde auf der Zementbahn des Sportparks Friedenau betrieben, die für den im Jahr 1891 gegründeten Friedenauer Radfahrer-Verein gebaut worden war. Die Gewinner der Rennen erhielten das Goldene Rad von Friedenau in Form einer Medaille. Einer der ersten Stummfilme wurde 1904 mit dem Titel Auf der Radrennbahn in Friedenau gedreht, was für den Bekanntheitsgrad der Rennbahn sprach.

### Das 20. Jahrhundert

Der ehemalige Maybachplatz (seit 1961 Perelsplatz) mit dem Friedenauer Gymnasium, 1908

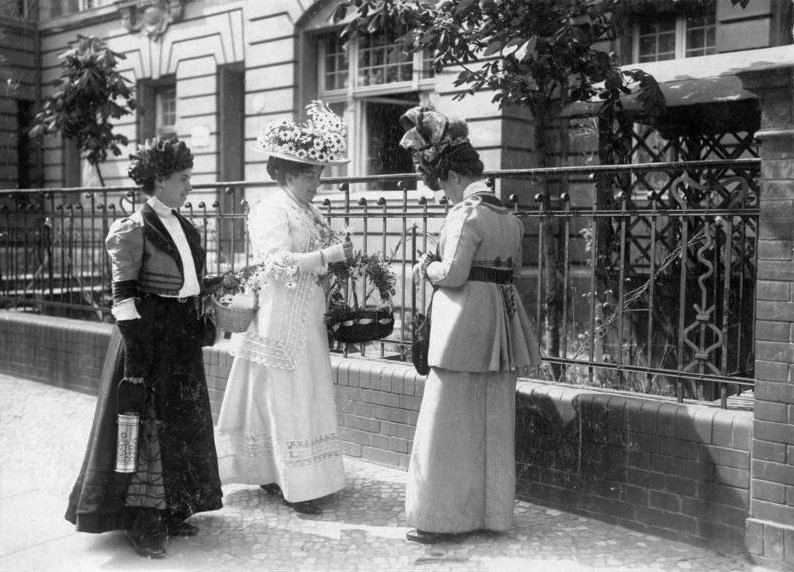
Sammlung in den Straßen Friedenaus anlässlich des vom Vaterländischen Frauenverein veranstalteten „Margeritentags“ am 6. Mai 1911

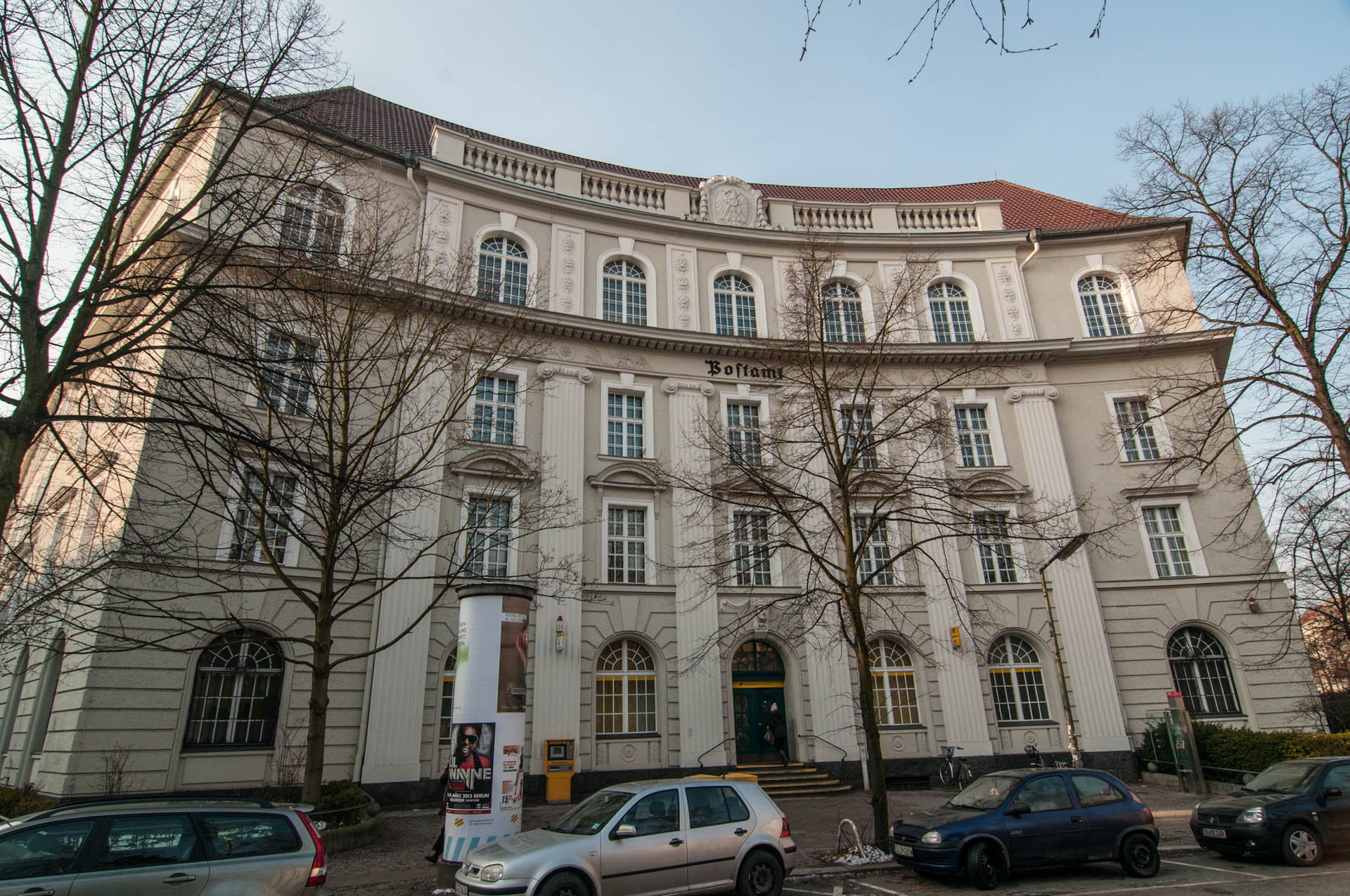
Das ehemalige Postamt 410 am Renée-Sintenis-Platz, davor: Kaiserliches Postamt I. Klasse, heute: Beratungszentrum der PSD Bank Berlin-Brandenburg

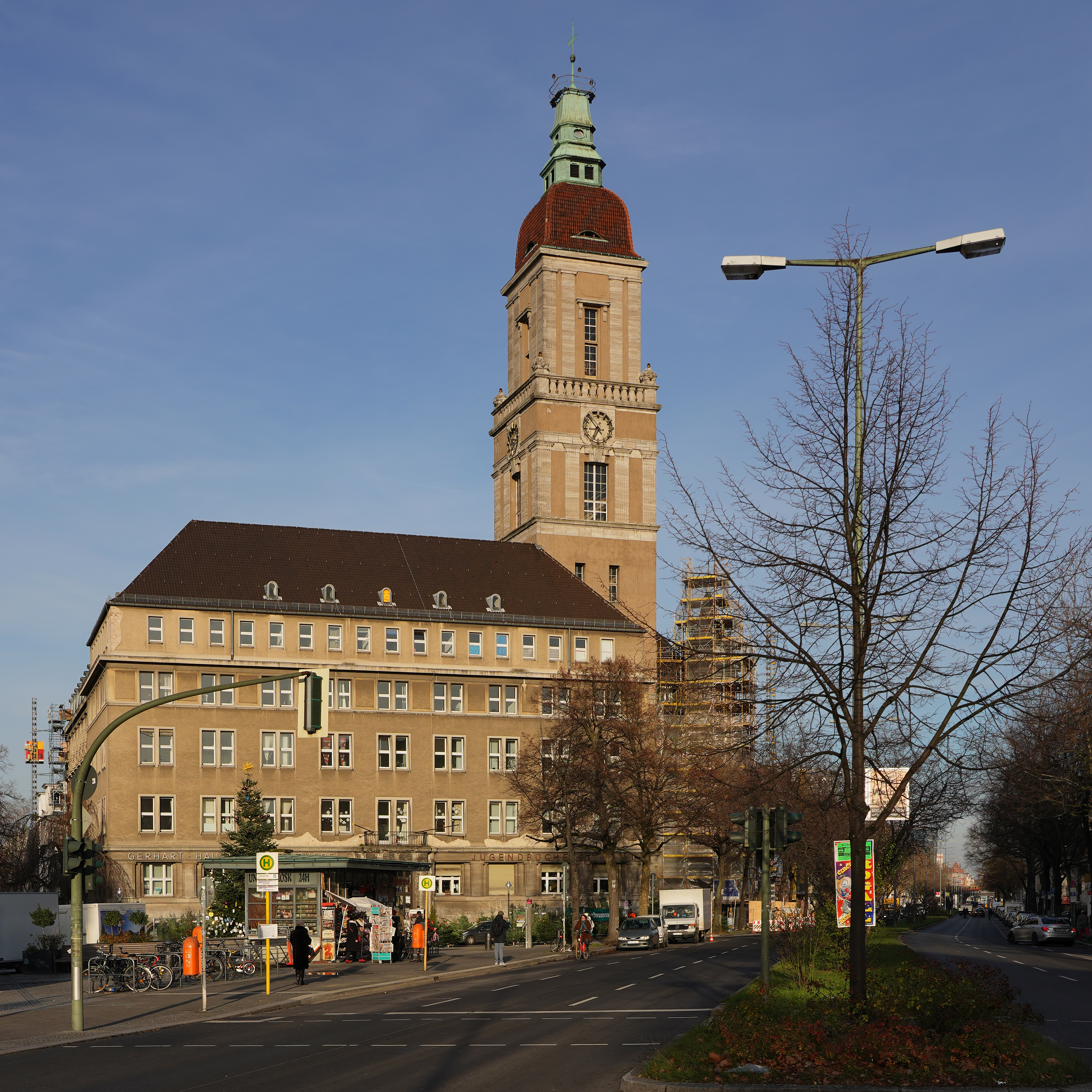
Rathaus Friedenau

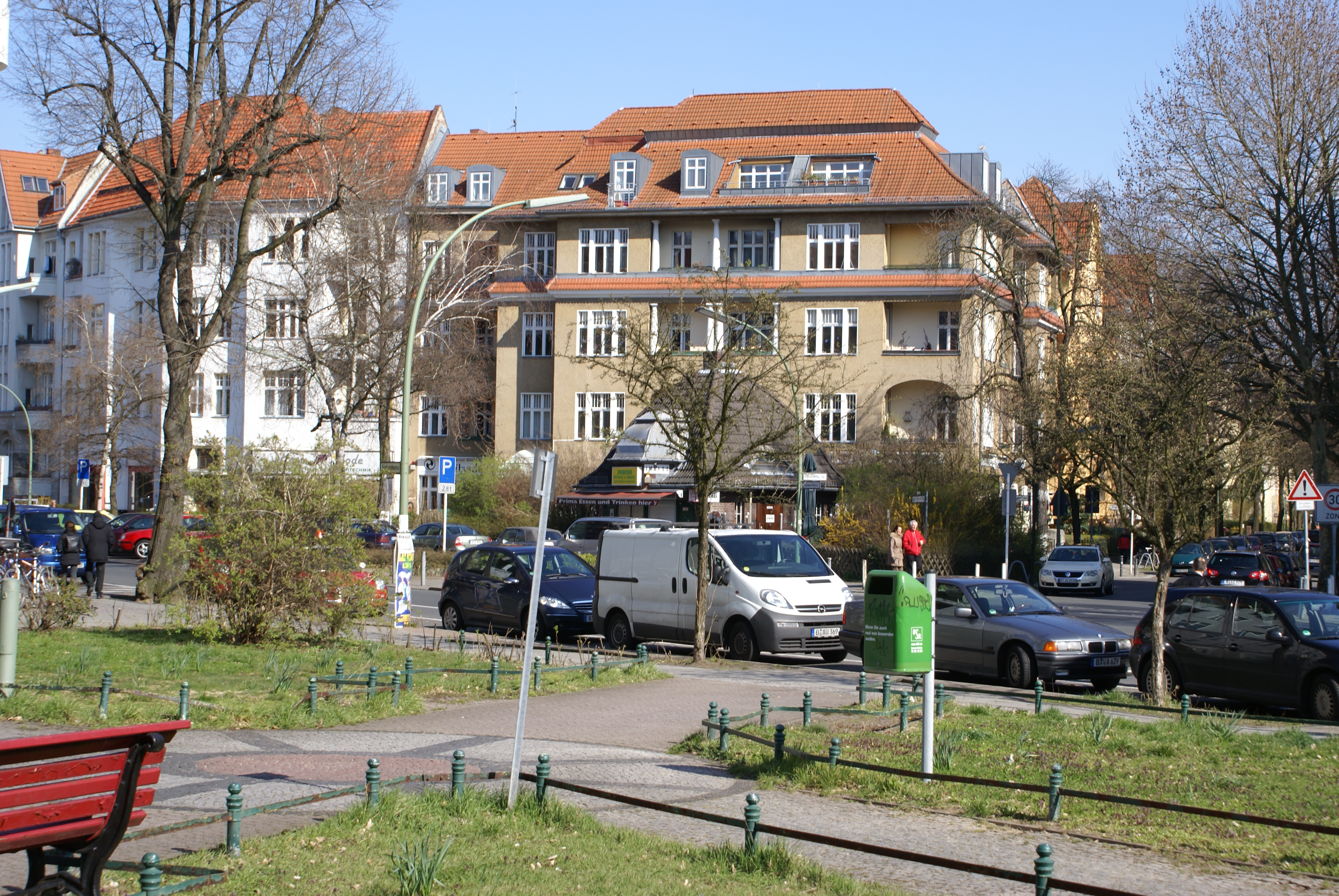
Der Südwestkorso trennt den Adam-Kuckhoff-Platz im Vordergrund vom Liane-Berkowitz-Platz

Nach der Jahrhundertwende wuchs die Bevölkerungszahl der Gemeinde an. Die Friedenauer Grundstücke wurden bis 1914 nahezu vollständig bebaut. Es wurden für die damalige Zeit gut ausgestattete Mietshäuser mit Vorgärten, Personenaufzügen und verhältnismäßig großen Wohnungen errichtet. Die von anderen Teilen Berlins bekannten Mietskasernen mit mehreren Hinterhöfen sind in Friedenau nicht zu finden.
Typisch für die großzügigen Wohnungen aus dieser Zeit ist das sogenannte „Berliner Zimmer“, ein Eck-Durchgangszimmer mit einem relativ schmalen Fenster, das die Räume im Vorderhaus mit den Räumen der Seitenflügel verbindet. Weitere Merkmale dieser Wohnungen sind die Dienstmädchenkammer, ein eigener Dienstbotenaufgang vom Hof zur Küche und eine Zimmerrufanlage. Mit dieser Klingelanlage konnte das Dienstmädchen in jeden Raum gerufen werden; ein Signalklappenkasten war im vorderen Flur angebracht.
Von Mai bis September 1907 fand in unmittelbarer Nähe des Bahnhofs Friedenau und der Nathanael-Kirche die Deutsche Armee-, Marine- und Kolonial-Ausstellung statt, mit einem Vergnügungspark und einer „Völkerschau“ unter dem Titel „Wild Afrika“, deren Teilnehmende nicht aus den deutschen Kolonien, sondern aus Tunesien, Marokko und dem Sudan stammten.
Die Landgemeinde Friedenau erwarb 1909 ein Grundstück nahe dem Südwestkirchhof Stahnsdorf. Das benachbarte Wilmersdorf hatte angekündigt, künftig keine Bestattungen mehr für Friedenau zu übernehmen. Der von Hans Altmann angelegte Friedhof der Gemeinde Friedenau sollte den überbelegten Friedhof an der Stubenrauchstraße ablösen. Die erste Beisetzung fand im August 1913 statt.
Erich Walger war von 1910 bis 1921 Bürgermeister von Friedenau. Friedenau erlebte in dieser Zeit einen Aufschwung, und es entstanden zahlreiche öffentliche Bauten, so das zwischen 1913 und 1916 errichtete Rathaus Friedenau mit Feuerwache am Breslauer Platz und das imposante Gebäude des ehemaligen Kaiserlichen Postamtes I. Klasse (später: Postamt 410, heute: Beratungszentrum der PSD Bank) des Architekten Ludwig Meyer am ehemaligen Wilmersdorfer Platz (seit 1967: Renée-Sintenis-Platz), das 1918 eröffnet wurde. Am 1. Oktober 1920 wurde die Landgemeinde Friedenau mit der seinerzeit noch selbstständigen Stadt Schöneberg als elfter Bezirk in das neu entstandene Groß-Berlin eingemeindet.
Zur Jahreswende 1927/1928 gründete sich in der Stubenrauchstraße 47 das Vokalensemble Comedian Harmonists. Die sechsköpfige Gesangsgruppe wurde international bekannt und musste sich 1935 aus politischen Gründen auflösen.
Im ersten Geschoss des Wohnhauses Stierstraße 21 hatte der aus mehr als 3000 Geschäftsleuten, kleinen und mittleren Beamten, Ärzten und Rechtsanwälten bestehende Jüdische Religions-Verein Friedenau, Steglitz und Umgebung e. V. seinen Gebetsraum. In der deutschlandweiten Pogromnacht vom 9. zum 10. November 1938 wurde diese Andachtsstätte – wie die meisten Synagogen in Deutschland – zerstört. Allein aus der Stierstraße sind 36 Menschen bekannt, die in den Lagern Theresienstadt, Auschwitz, Łódź und Riga ermordet wurden.
In der Zeit des Nationalsozialismus wohnte der Propagandaminister Joseph Goebbels in der Fregestraße 76 und bereitete dort unter anderem seine Sportpalastrede vom 18. Februar 1943 vor, in der er das deutsche Volk zum „Totalen Krieg“ aufrief.
In einer Wohnung in der heutigen Bundesallee 79 (im selben Haus, in dem Kurt Tucholsky bis 1924 gelebt hatte) gründete Edith Wolff im Jahr 1943 mit untergetauchten jüdischen Freunden die Jugend-Widerstandsgruppe Chug Chaluzi. Ein Teil der Widerstandsgruppe Rote Kapelle saß versteckt unter den Dächern der Häuser Wilhelmshöher Straße 17, 18/19 und 20. Erika Gräfin von Brockdorff stellte ihre Wohnung der Widerstandsgruppe um Hans Coppi als Funkzentrale zur Verfügung. Die Funkstation war in einem Koffer im Obergeschoss versteckt. Am 13. Mai 1943 wurde die junge Mutter und Widerstandskämpferin mit 13 anderen Personen in Berlin hingerichtet. In der Wohnung lebte auch der Bildhauer und Kunstwissenschaftler Cay-Hugo von Brockdorff. In der Wilhelmshöher Straße 18/19 wohnte das Widerstandsehepaar Greta und Adam Kuckhoff. Eine Gedenktafel am Haus und die Benennung eines Platzes am Südwestkorso nach Adam Kuckhoff erinnern an den Widerstandskämpfer. Dieses Bauensemble (Wilhelmshöher Straße 17–20) wies seinerzeit eine Besonderheit auf: Die Gebäude wurden als Einküchenhäuser konzipiert. Unter diesem Begriff versteht man das im Jahr 1900 von der Sozialdemokratin Lily Braun in der sozialistischen Debatte über Wohnungsreform und Frauenemanzipation vorgestellte Konzept einer Gemeinschaftseinrichtung. Mit dieser – auch „Zentralküchenhaus“ genannten – Einrichtung schuf sie eine grundlegende Idee zur Reform der Hauswirtschaft.
Der Jurist Friedrich Justus Perels, der als Mitglied der Bekennenden Kirche im Widerstand gegen den Nationalsozialismus tätig war, wurde am 23. April 1945 in Berlin-Tiergarten in einer Gestapo-Aktion erschossen. Perels wurde im Herbst 1944 im Zusammenhang mit dem Hitler-Attentat vom 20. Juli 1944 verhaftet. Von 1922 bis 1929 war er Schüler des Friedenauer Gymnasiums. Der Platz vor der Schule trägt seit 1961 seinen Namen.
Nach dem Zweiten Weltkrieg war Friedenau vom 29. April bis zum 30. Juni 1945 unter sowjetischer Besatzung. In der Zeit vom 5. Mai (Bestätigung durch die Sowjet-Administration am 7. Mai) bis zum 28. Juli 1945 (angeordnet durch die US-Administration am 13. Juli) war Friedenau ein eigenständiger 21. Berliner Bezirk. Nach der Aufteilung der Berliner Bezirke durch die alliierten Siegermächte gehörte Friedenau als Teil des Bezirks Schöneberg zum Amerikanischen Sektor. Bis Ende 1945 nannte sich der Bezirk noch Schöneberg-Friedenau. Enttrümmerung und Wiederaufbau setzten ein, wobei Friedenau im Vergleich zu den Bereichen in der Innenstadt relativ geringe Kriegsschäden aufwies.
Während der Berliner Luftbrücke, die als Folge der Blockade Berlins 1948/1949 eingerichtet wurde, stürzte am 25. Juli 1948 in der Handjerystraße 2 ein „Rosinenbomber“ ab und beschädigte das Gebäude schwer. Das Dach des gegenüberliegenden Friedenauer Gymnasiums wurde ebenfalls in Mitleidenschaft gezogen. Eine Gedenktafel am Haus Handjerystraße 2 erinnert an die beiden US-Piloten, die damals ums Leben kamen.
Die Beschaulichkeit, die Friedenau noch bis in die 1960er Jahre hatte, endete zum Teil mit der Umgestaltung der Bundesallee im Zusammenhang mit dem Bau der U-Bahn-Linie 9 in Richtung Rathaus Steglitz. Friedenau wurde entlang der Bundesallee gleichsam in zwei Hälften geteilt: Durch den autobahnähnlichen Ausbau dieser Nord-Süd-Verbindung (Straßentunnel an der Berliner Straße und am Bundesplatz, Tunnelrampen und zusätzliche Fahrstreifen) nahm die Verkehrsbelastung stetig zu, gleichzeitig entstand eine räumliche Trennung der benachbarten Wohnquartiere.
Im Roxy-Palast, einem Gebäude in der Hauptstraße 78/79, wurde in der Nacht vom 4. auf den 5. April 1986 auf die Diskothek La Belle ein Bombenanschlag verübt, bei dem zwei US-Soldaten und eine Türkin starben sowie zahlreiche Verletzte zu beklagen waren. Als Auftraggeber des Attentats wurde die Regierung Libyens identifiziert und verurteilt, die anschließend 315 Millionen Dollar an die Opfer und die Hinterbliebenen zahlte. Der Anschlag erregte weltweites Aufsehen und führte zu Vergeltungsmaßnahmen der Vereinigten Staaten gegenüber Libyen und Luftangriffen der USA gegen Ziele in Tripolis und Bengasi (Operation El Dorado Canyon).

### Friedenau in heutiger Zeit

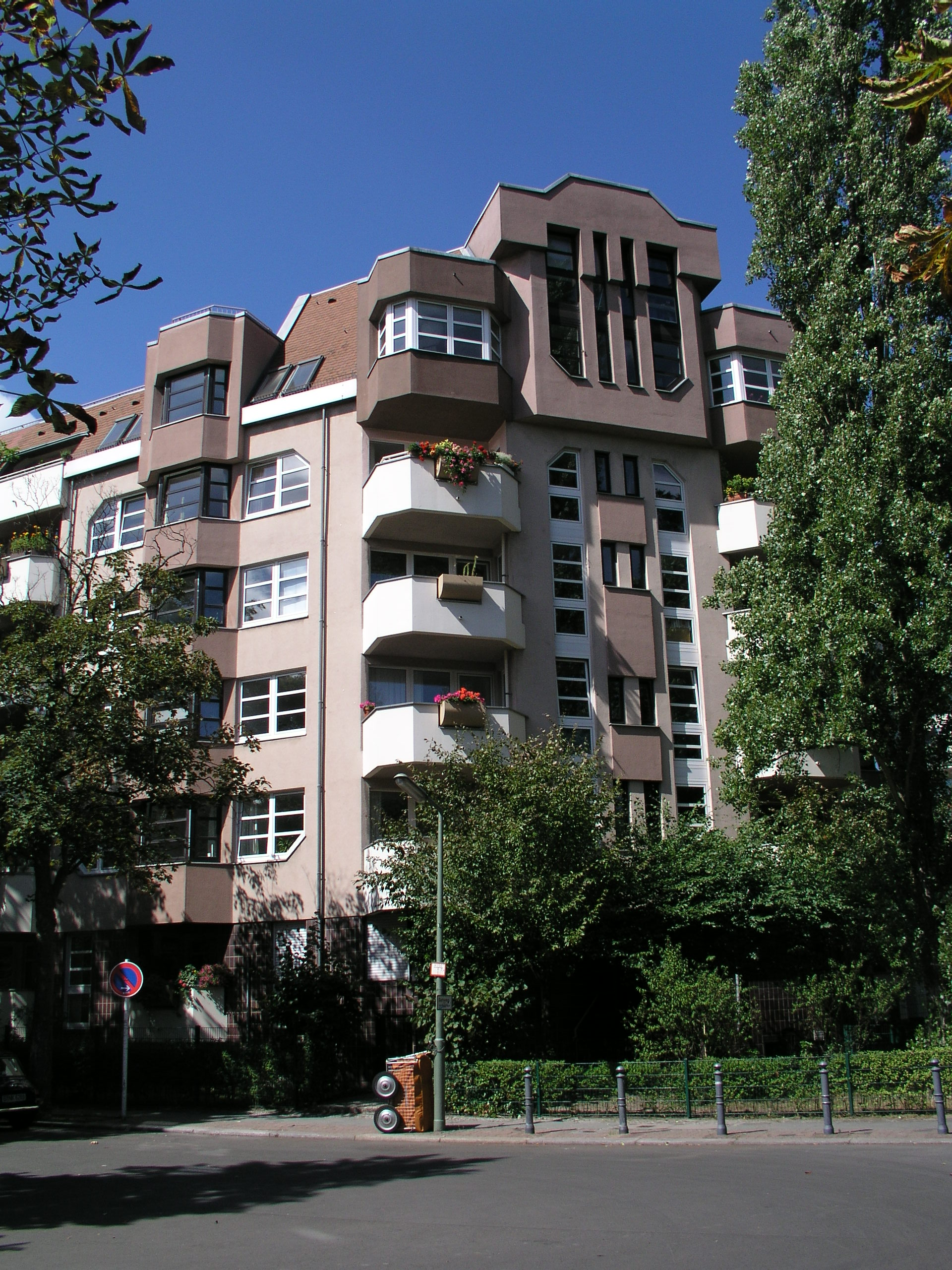
Postmodernes Haus in der Evastraße am Perelsplatz

Die Mischung von einfachen Landhäusern und mehrgeschossigen Mietshäusern prägt das Stadtbild Friedenaus noch immer nachhaltig. 1986 wurde Friedenau zum sogenannten „Erhaltungsgebiet“ erklärt. Hierzu zählen unter anderem die typischen Vorgärten, die oft noch von den ursprünglichen schmiedeeisernen Gittern eingefriedet sind. In der Begründung der Verordnung heißt es unter anderem:

„Das spannungsvolle Nebeneinander der verschiedenen Bauweisen des ausgehenden 19. Jahrhunderts ist ein ebenso zu schützendes Kriterium wie die primär das Ortsbild prägende Eigenart der Landhäuser.“

Für Friedenau gilt neben der Erhaltungsverordnung das Berliner Denkmalschutzgesetz vom 24. April 1995.
Seit der Bezirksreform von 2001 ist Friedenau einer von sechs Ortsteilen des nunmehr siebten Berliner Verwaltungsbezirks Tempelhof-Schöneberg. Die offizielle Ortsteilnummer innerhalb der Berliner Verwaltung ist 0702.
Nach der Schließung des Flughafens Tempelhof im Oktober 2008 entfiel die – durch Starts und Landungen der dort verkehrenden Flugzeuge entstandene – Geräuschkulisse in der Anflugschneise des Flughafens (Achse in Ost-West-Richtung in Höhe des Rathauses Friedenau).
Auf dem Gelände des ehemaligen Güterbahnhofs Wilmersdorf entstehen im Norden Friedenaus bis 2023 auf 60.000 m² Fläche 1500 Wohnungen auf der neugeschaffenen Friedenauer Höhe. Das Gebiet umfasst den Bereich entlang der Ringbahntrasse zwischen Handjery- und Hauptstraße.

## Bevölkerung
Friedenau hat 29.406 Einwohner (Stand: 31. Dezember 2024) und damit eine Bevölkerungsdichte von 16.808 Einwohner/km². Die Arbeitslosenquote in Friedenau liegt mit 6,8 % deutlich niedriger als im Berliner Durchschnitt, der 9,7 % (Dezember 2024) aufweist.
| Jahr | Einwohner |
| ---- | --------- |
| 1880 | 01.302    |
| 1890 | 04.211    |
| 1900 | 11.050    |
| 1910 | 34.862    |
| 1919 | 43.864    |

| Jahr | Einwohner |
| ---- | --------- |
| 1930 | 45.757    |
| 1946 | 53.730    |
| 1956 | 39.849    |
| 1960 | 37.671    |
| 1970 | 31.657    |
| 1987 | 26.458    |
| 2000 | 26.430    |

| Jahr | Einwohner |
| ---- | --------- |
| 2007 | 26.610    |
| 2010 | 27.146    |
| 2015 | 27.585    |
| 2020 | 27.998    |
| 2021 | 28.314    |
| 2022 | 28.855    |
| 2023 | 28.983    |
| 2024 | 29.406    |

Quellen: 1880–1919 Gross-Berlin: Geographie der Weltstadt, Friedrich Leyden 1933; 1930–1987 Statistisches Jahrbuch von Berlin (jeweilige Jahre); ab 2007 Einwohnerregisterstatistik Berlin Amt für Statistik Berlin-Brandenburg (jeweilige Jahre)

## Kultur

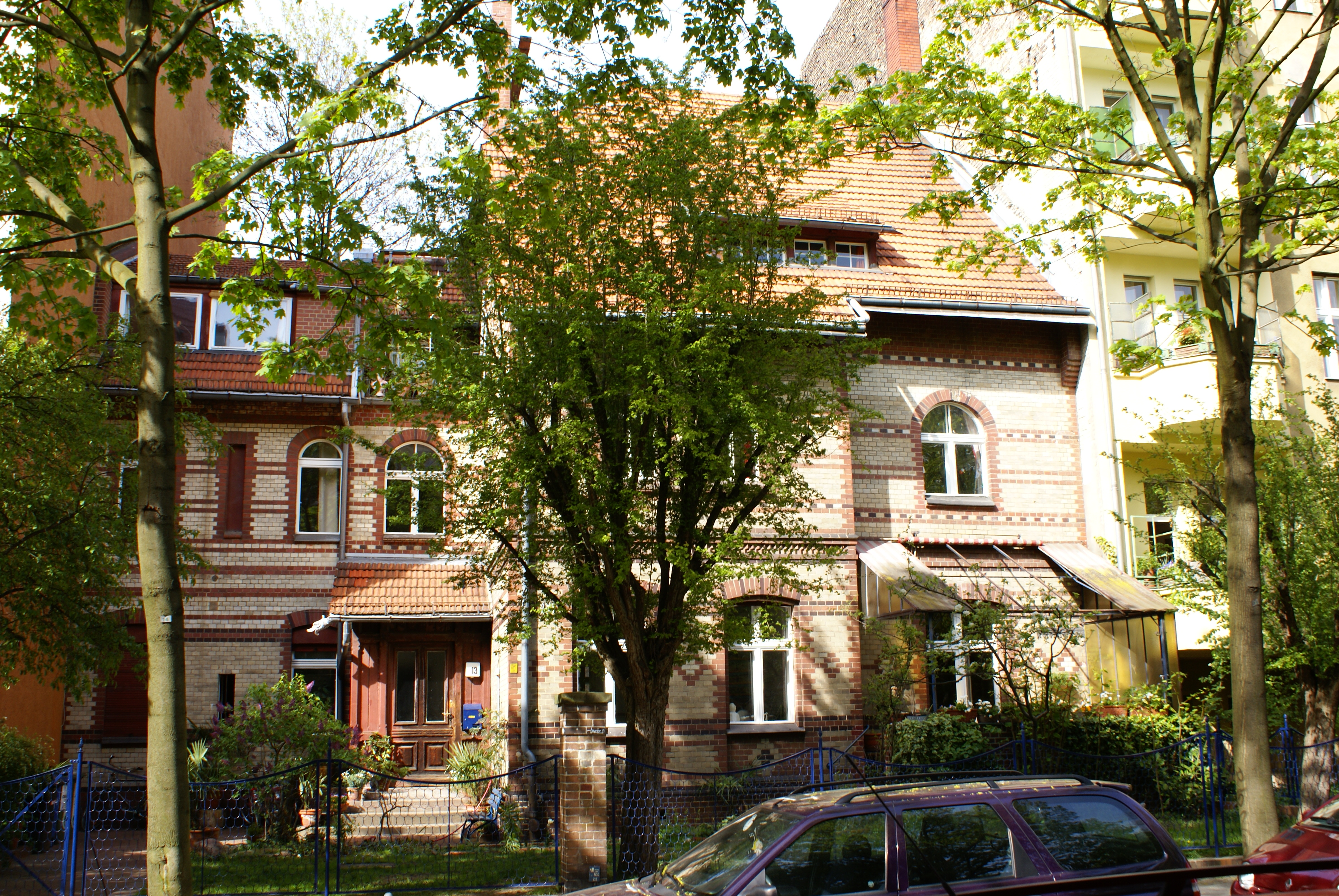
Das Haus Niedstraße 13, in dem Günter Grass zwischen 1963 und 1996 lebte und arbeitete

### Literarisches
Friedenaus „Literaturmeile“ ist die knapp 500 m lange Niedstraße zwischen Friedrich-Wilhelm-Platz und Breslauer Platz. Ihre Bezeichnung verdankt sie den zahlreichen Literaten und Künstlern, die hier lebten. Unter anderem waren das
- der Schriftsteller, Drehbuchautor und Kabarettist Erich Kästner, der zeitweilig eine Zweitwohnung im Büro seiner Sekretärin Elfriede Mechnig in der Niedstraße 5 hatte,
- der Schriftsteller und Philologe Max Halbe (Nr. 10),
- der Literaturnobelpreisträger von 1999 Günter Grass (1963 bis 1996 im kleinen Landhaus Nr. 13),
- der Schriftsteller Uwe Johnson (bis 1968 in Nr. 14),
- der expressionistische Künstler Karl Schmidt-Rottluff (in den 1920er Jahren ebenfalls in Nr. 14 sowie in der nahegelegenen Stierstraße 3)
- der Schriftsteller und Dramaturg Günther Weisenborn (in Nr. 25),
- ebenfalls in Nr. 25 seit 2006 die Literaturübersetzer Frank Heibert und Hinrich Schmidt-Henkel.

Die Kommune I um Fritz Teufel, Dieter Kunzelmann und Rainer Langhans entstand am 1. Januar 1967 durch die Besetzung der Wohnung des Schriftstellers Uwe Johnson in der Niedstraße 14.
Treffpunkt der literarischen Szene der 1960er und 1970er Jahre war das legendäre Bundeseck an der Bundesallee 75, nur wenige Schritte entfernt von K. P. Herbachs Buchhändlerkeller in der Görresstraße 8. Junge Autoren wie Hans Christoph Buch, Johannes Schenk, Friedrich Christian Delius, Jürgen Theobaldy, Gert Loschütz, Yaak Karsunke und andere schätzten die diskussions- und „rau(s)chgeschwängerte“ Atmosphäre der Kneipe und gründeten dort – halb ernst, halb ironisch – den „ARSCH“, den „Arbeitskreis Revolutionärer Schriftsteller“, von dem damals bereits etablierten Günter Grass polemisch als „Basisgruppe Friedenau“ bezeichnet.
Das literarische Interesse der Friedenauer Bevölkerung spiegelt sich auch in den dort ansässigen Buchhandlungen und Antiquariaten wider: Die Nicolaische Buchhandlung hat sich seit 1929 in der Rheinstraße 65 als renommierte und traditionsreiche Institution etabliert. Kurze Zeit später wurde vom Enkel des russischen Buchhändlers Moritz Wolff im Jahr 1931 Wolff’s Bücherei in der Bundesallee 133 gegründet, die später von Moritz Wolffs Urenkelin Katharina Wagenbach-Wolff geleitet wurde. Dort befand sich ab 1963 der Verlag Friedenauer Presse. Der Gründer Andreas Wolff baute ab 1948 zusammen mit Peter Suhrkamp den Suhrkamp Verlag auf. In den Räumen von Wolff’s Bücherei befindet sich seit 2009 die Buchhandlung Der Zauberberg. Als dritter Friedenauer Spiegel des literarischen Schaffens wurde kurz nach dem Zweiten Weltkrieg die Buchhandlung Thaer in der Bundesallee 77 gegründet.

### Kinos und Theater
→ Ausführliche Informationen hierzu siehe unter: Liste der Kinos in Berlin-Friedenau

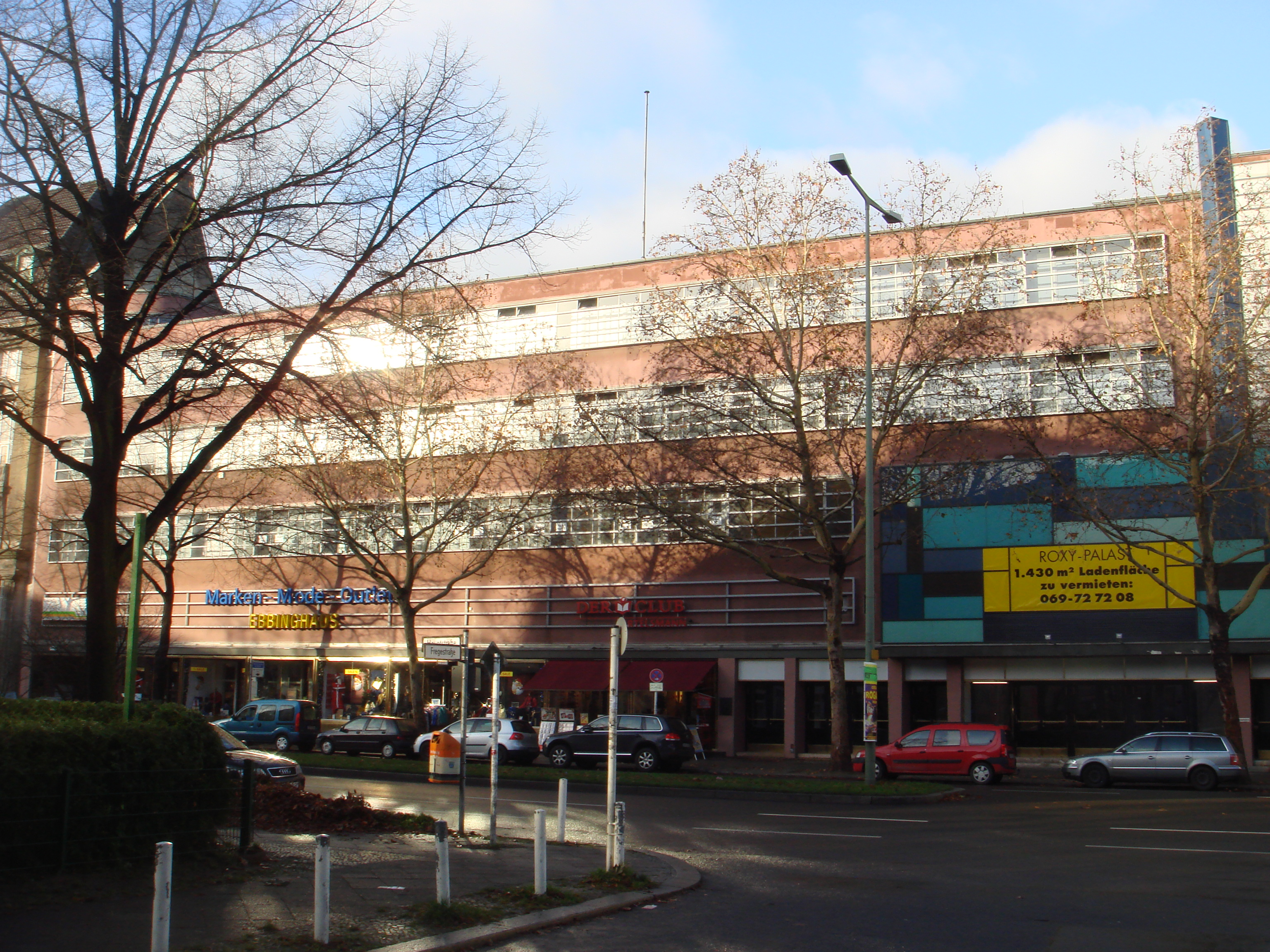
Das Gebäude des ehemaligen Roxy-Palastes in der Hauptstraße

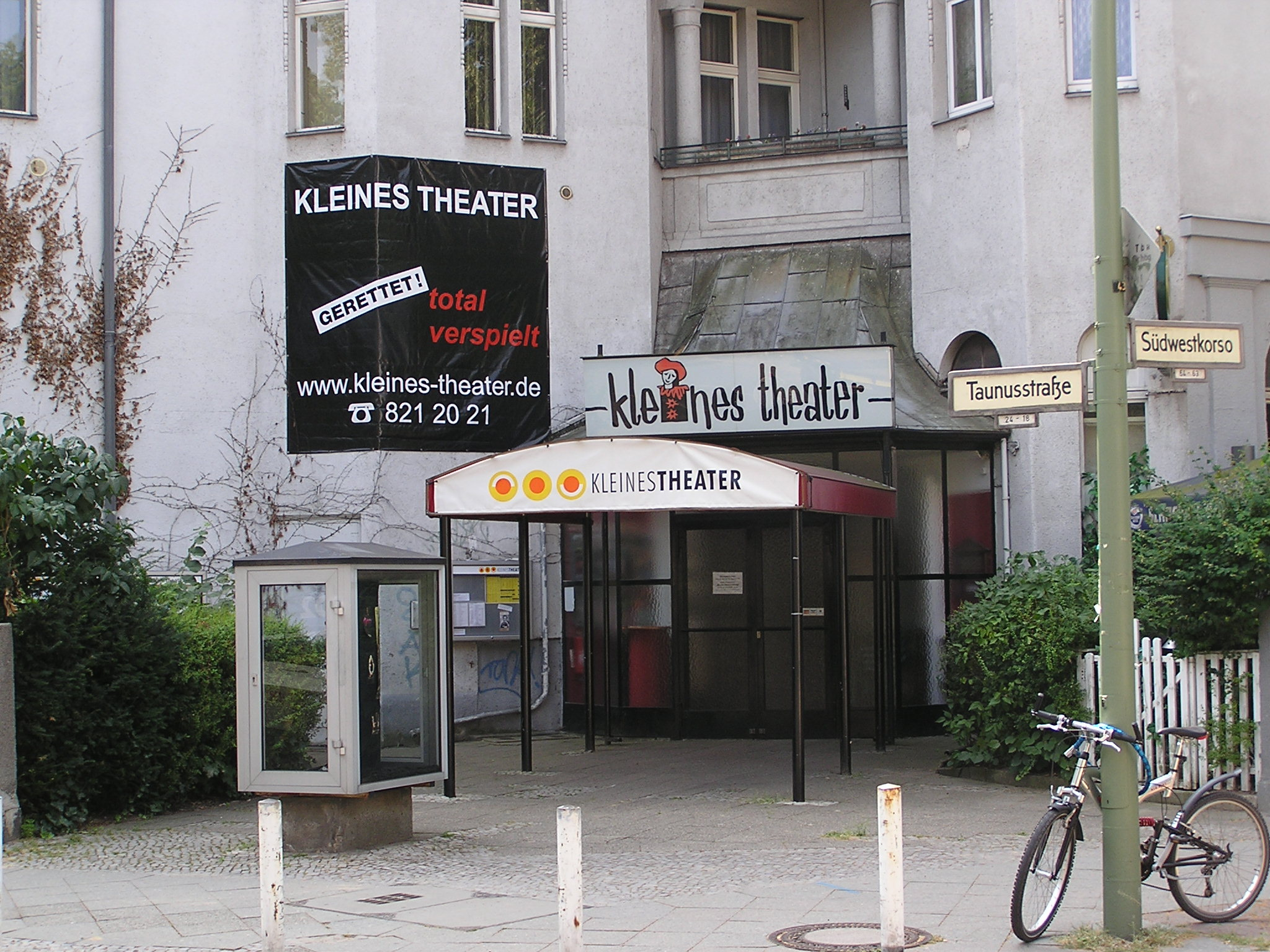
Kleines Theater am Südwestkorso

Von den zahlreichen Kinos, die es bis in die 1970er Jahre in Friedenau gab, sind nur noch das 1913 gegründete Cosima in der Sieglindestraße 10 am Varziner Platz und das im Jahr 1911 als Stummfilmkino Corso (ab 1919 hieß es Kolibri) gegründete Cinema Bundesallee in der Bundesallee 111 mit 119 Plätzen übrig geblieben (mit Einführung des Tonfilms hieß es Friedenauer Lichtspiele und ab 1953 Cinema). Schräg gegenüber in der Bundesallee 102 befand sich zwischen 1912 und den 1950er Jahren das Thalia Tageskino (zwischenzeitliche Namen waren: Thalia Lichtspiele, Friedenauer Lichtspiele, Rheineck Lichtspiele und Kammer Lichtspiele).
Ebenfalls in der heutigen Bundesallee wurden 1912 an der Ecke zur Bachestraße die Pfalzburg Lichtspiele mit 155 Plätzen eröffnet. Das Kino bestand allerdings nur bis 1915.
In der Stubenrauchstraße 21 befanden sich die Baby-Lichtspiele und in der Rheinstraße gab es in der Nr. 60 die Rheinschloß Lichtspiele und in der Nr. 65 die Kronen Lichtspiele. In der Handjerystraße 64 (mit Zugang von der Rheinstraße 21) wurden 1912 die Hohenzollern Lichtspiele als seinerzeit größtes Kino mit 600 Plätzen eröffnet.
In das ehemalige Kino Roxy-Palast in der Hauptstraße 78/79 mit 1106 Plätzen im Jahr 1929 zog Ende der 1970er Jahre die Diskothek La Belle ein, auf die 1986 ein Bombenanschlag verübt wurde.
Aus dem ehemaligen Kino Korso am Südwestkorso 64 Ecke Taunusstraße hat sich seit 1973 das Kleine Theater mit seinen 99 Plätzen als kultureller Anziehungspunkt der Kleinkunst etabliert. Hier wurde unter anderem über viele Jahre hinweg die musikalische Revue Das Küssen macht so gut wie kein Geräusch mit sehr großem Erfolg aufgeführt.

## Wirtschaft
Zu Gründungszeiten ließen sich entlang der Grenze zu Steglitz in der Bornstraße und den benachbarten Nebenstraßen insgesamt 27 Fuhrunternehmen und Speditionen nieder. Darunter befanden sich große Unternehmen wie das Bahnamtliche Rollfuhrunternehmen für Wilmersdorf-Friedenau, die Friedenauer Gepäckfahrt Kopania & Co. und das Fuhrgeschäft der Witwe Pählchen. Das wirtschaftliche Umfeld dieser Zeit stellte sich durch den zwischen den S-Bahnhöfen Innsbrucker Platz und Bundesplatz gelegenen Güterbahnhof Berlin-Wilmersdorf dar, der in den 1970er Jahren aufgegeben wurde.

### Traditionsunternehmen
Durch die Anbindung an den Schienenverkehr Ende des 19. Jahrhunderts entstanden kleine und mittlere Industriebetriebe, insbesondere im Bereich der Rheinstraße und der heutigen Bundesallee. Schwerpunkte der Industrialisierung Friedenaus waren die Bereiche Optik und Feinmechanik. Hierbei wurden verschiedene Traditionsunternehmen gegründet, von denen einige ihren angestammten Sitz in Friedenau behalten haben (die Betriebe sind chronologisch nach ihrer Gründung aufgeführt):
Die Firma Xaver Kirchhoff stellte ab 1872 auf dem Gelände des heutigen Rathauses Friedenau Fahnenstangen und Blitzableiter (unter anderem 1894 für das Reichstagsgebäude) her. Das Unternehmen ist noch in Tempelhof ansässig.
Die Optische Werkstätte Paul Wächter erlangte ab 1872 in der Albestraße 21 und der Niedstraße 19 mit der Spezialisierung auf Mikroskope einen weltweiten Ruf.
Die Schraubstollenfabrik der Gebrüder Dähne belieferte ab 1873 von der Ringstraße 51 (der heutigen Dickhardtstraße) aus das preußische Heer mit Hufeisen für die Beschlagung der Militärpferde.

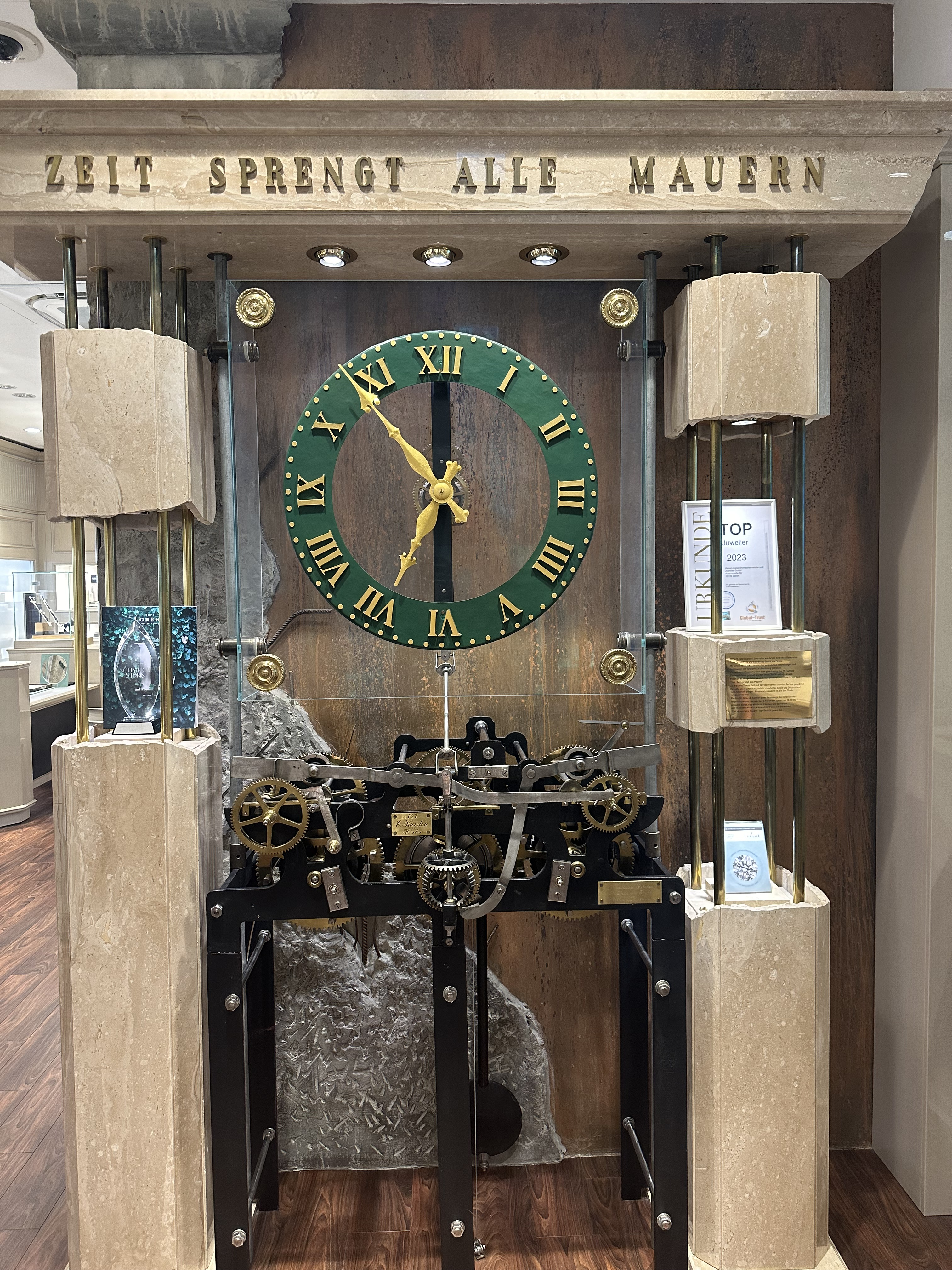
Berliner Friedensuhr

Der Uhrmacher und Juwelier Hans Lorenz gründete 1874 in der Rheinstraße 59 sein traditionsreiches Geschäft, das dort noch immer betrieben wird, inzwischen in der fünften Generation. Eine patentierte und prämierte Präzisionsuhr aus den 1920er Jahren überstand im Luftschutzkeller des Juweliers die alliierten Luftangriffe des Zweiten Weltkriegs. Wegen der Ganggenauigkeit dieser Uhr wurde 1946 eine Direktleitung zwischen der Rheinstraße und dem in der Kufsteiner Straße in Schöneberg ansässigen Sender RIAS verlegt, um die Zeitansage für die Sendungen, insbesondere den Beginn der Nachrichten, zu steuern. In das Juweliergeschäft ist mittlerweile das Berliner Uhrenmuseum integriert, in dem sich auch das Original der Berliner Friedensuhr befindet, die erstmals am 9. November 1989 anlässlich des 115. Jahrestages der Gründung der Landgemeinde in Gang gesetzt wurde. In die Feierlichkeiten der Einweihung der Uhr platzte die Nachricht vom Fall der Mauer und alle Blicke richteten sich auf die Inschrift der Friedensuhr: „Zeit sprengt alle Mauern“. Die öffentlich zugängliche Privatsammlung des Uhrenmuseums bietet einen Überblick über die Geschichte der Zeitmessung.
Die Schriftdruckerei, Buchbinderei und Prägerei Kistenmacher, Schulz & Co. spezialisierte sich 1884 in der heutigen Wilhelm-Hauff-Straße 2 auf die Herstellung der Friedenauer Seidenkarten, die Weltruf hatten und in allen gängigen Sprachen geliefert wurden.
Die Optische Anstalt C. P. Goerz befand sich seit 1886 in der Rheinstraße 45/46. Goerz war für seine beispielhaften freiwilligen sozialen Leistungen an seine Arbeiter und Angestellten bekannt. Dort wurden Fotoapparate, Objektive und Fernrohre gefertigt. Die Backsteingebäude des weitläufigen Gewerbehofs mit dem weit aufragenden Fabrikschornstein entstanden im Stil der nachempfundenen Renaissance und Gotik in mehreren Bauabschnitten zwischen 1897 und 1916 durch die Architekten Paul Egeling, Waldemar Wendt, Emil Schmidt, Albert Paeseler und P. Mitnacht.

Logo von Zeiss Ikon

Im Jahr 1926 wurde die Optische Anstalt C. P. Goerz Teil der Zeiss Ikon AG, die in der Rheinstraße optische Präzisionsgeräte herstellte. Der Gewerbehof kann von der auf der Rückseite verlaufenden Holsteinischen Straße aus besichtigt werden, da von der Rheinstraße aus kein Gesamteindruck der Anlage entsteht. Von 1908 bis 1918 waren in der Holsteinischen Straße 42 die Goerz Photochemischen Werke ansässig. Im zweiten großen Hof (Eingang Rheinstraße) befindet sich ein großes Umlenkrad von einem Lastenaufzug als Industriedenkmal. Eine große, mit Stahlblech verkleidete und überdachte Bühne auf einem Gebäude im hinteren Teil des Gewerbehofs hatte den Goerz-Werken gedient. Es sind auf dem Grundstück verschiedene Gewerbebetriebe und Büros angesiedelt.
Der Mechaniker Paul Stückrath versorgte ab 1887 von der Albestraße 11 aus seine Kunden mit Präzisionswaagen, darunter automatische Münzwaagen für deutsche Bankhäuser und Geräte zur Erdbebenmessung für Seismologen.

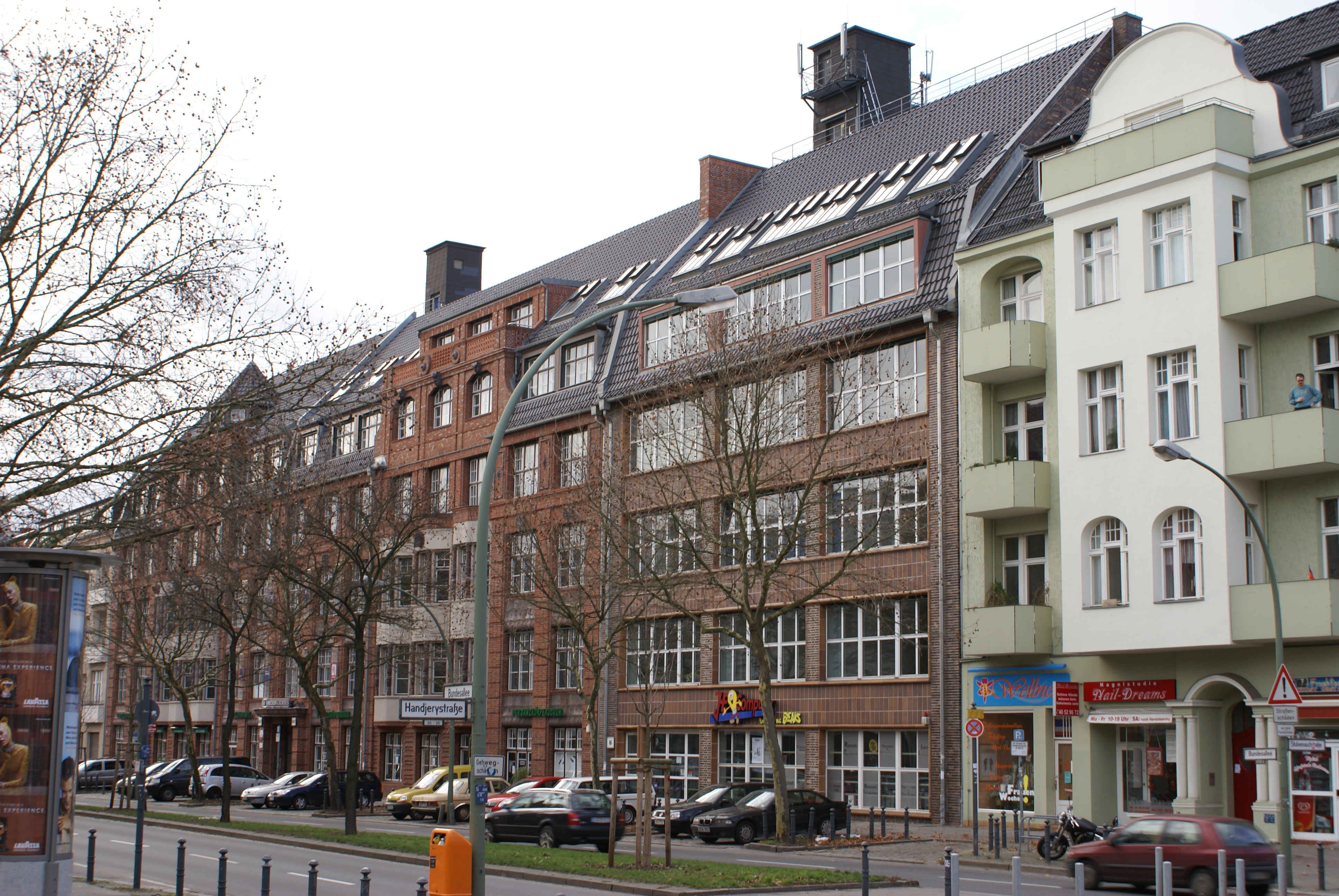
Das Stammhaus der Askania Werke in der Bundesallee

Carl Bambergs Werkstätten für Präzisions-Mechanik und Optik wurden 1888 in der Kaiserallee 39 (seit 1950 als Bundesallee 86–88) gegründet und nach dem Tod Bambergs 1892 von seiner Frau Emma weitergeführt. Die Firma baute Geräte der Wärmetechnik und fusionierte 1921 mit der Centralwerkstatt Dessau in der heutigen Bundesallee, einem Tochterunternehmen der Deutschen Continental Gasgesellschaft unter dem Namen Askania Werke Aktiengesellschaft. In der Stubenrauchstraße 72 steht das gut erhaltene Haus, in dem das Bamberg’sche Labor untergebracht war. Das Grundstück Bundesallee 86–88, ursprünglich von den Askania-Werken ausgebaut, ist heute – wie die Goerz’schen Höfe in der Rheinstraße – ein großer Gewerbehof. Die Gebäude sind als Stahlbetonkonstruktion mit außen liegendem Vollmauerwerk und einer Stahlbetonstützenreihe in der Gebäudemitte ausgeführt. Die Straßenfront aus dem Jahr 1918 ziert eine aufwendig gestaltete Backsteinfassade mit expressionistischen Elementen, die vor einigen Jahren nach Vorgaben des Denkmalschutzes saniert wurde. Dabei wurde über dem Haupteingang der Schriftzug Askania Höfe angebracht. Auf dem Grundstück waren in den vergangenen Jahrzehnten unterschiedliche Gewerbe ansässig, so beispielsweise während des Zweiten Weltkriegs eine Gasgeräteproduktion. Gegenwärtig sind unter dieser Adresse mehrere Gewerbebetriebe, ein Dentallabor, ein Bauingenieurbüro und ein großes Softwareunternehmen tätig. Der Künstler Ingo Kühl hat dort sein Bilder-Magazin eingerichtet. Im Erdgeschoss befand sich lange Zeit ein stadtbekanntes Spezialgeschäft für Outdoorzubehör.
Die Bildgießerei Hermann Noack besteht seit 1899 und wurde nunmehr in der vierten Generation in der Fehlerstraße 8/Varziner Straße 18 geführt. 2010 zog das Unternehmen nach Charlottenburg. In Friedenau entstanden unter anderem Werke von Käthe Kollwitz, Henry Moore, Georg Kolbe, Renée Sintenis und Ernst Barlach. Der Werkstatt entstammen die Silbernen und Goldenen Bären (Preise der Berlinale) und deren großes Vorbild, die Bronzestatue am Autobahnkreuz Zehlendorf auf dem Mittelstreifen der A 115 sowie die Vergoldung der – umgangssprachlich „Goldelse“ genannten – Viktoria mit Lorbeerkranz auf der Berliner Siegessäule. 1958 wurde der zweirädrige Streitwagen mit vier Zugpferden auf dem Brandenburger Tor, die Quadriga, restauriert und danach wieder auf ihren angestammten Platz nach Ost-Berlin gebracht.
Die Brüder Siegmund und David Loewe gründeten 1923 die Radiofrequenz GmbH, aus der später die Loewe-Opta AG hervorging. In der Niedstraße 5 legten sie durch die Gründung der Loewe-Audion GmbH den Grundstein zur Herstellung der Elektronenröhren für die Fernsehtechnik.

### Weitere wirtschaftliche Aktivitäten
In dem ab 1894 mehrmals wöchentlich erschienenen Friedenauer Lokal-Anzeiger wurde regelmäßig unter anderem über Friedenauer Erfinder berichtet. Gleichzeitig diente das Blatt der Druckerei Leo Schulz aus der Rheinstraße 15 als Nachrichtenbörse für Werbe- und Familienanzeigen.

Logo der Askania AG

Nach dem Zweiten Weltkrieg nahm die wirtschaftliche Entwicklung in Friedenau ab und verschiedene Unternehmen gaben dort ihren Standort auf. Aber es gab auch Neugründungen: Das im Jahr 1960 aufgelöste Unternehmen Askania wurde 2006 in der Roennebergstraße 3a (unweit des ehemaligen Stammhauses in der Bundesallee) als Askania AG als einzige Uhrenmanufaktur in Berlin neu gegründet. Dort werden hochwertige mechanische Armband- und Taschenuhren nach klassischen Vorbildern gefertigt.
Der britische Stararchitekt Norman Foster, der unter anderem zwischen 1994 und 1999 für den Umbau des Reichstags in Form einer begehbaren Glaskuppel verantwortlich war, hatte bis zum Jahr 2009 in der Rheinstraße sein Architekturbüro.
In der Handjerystraße 33–36 im denkmalgeschützten ehemaligen Postgebäude am Renée-Sintenis-Platz befindet sich die Hauptgeschäftsstelle der PSD Bank Berlin-Brandenburg.
Friedenau besaß einige Kaufhäuser, von denen – dem Trend der Zeit folgend – das letzte im Jahr 2005 geschlossen wurde (Kaufhaus Hertie in der Bundesallee/Bornstraße, bis in die 1960er Jahre Kaufhaus Held). Dort befindet sich seit 2007 das Schloss-Straßen-Center (SSC) als neu entstandenes Einkaufszentrum. Das Kaufhaus Lauterbach befand sich in der Hauptstraße 78/79 im ehemaligen Roxy-Palast, einem Gebäude aus dem Jahr 1929, das als Hauptwerk der Neuen Sachlichkeit des Architekten Martin Punitzer gilt. In der Rheinstraße 30 befand sich das Kaufhaus Kepa. Am heutigen Breslauer Platz in der Lauter-/Niedstraße eröffnete 1906 das Kaufhaus Leo Bry. Hier hatte später das Konfektionsgeschäft Ebbinghaus sein Stammhaus, bis es im Jahr 1962 in das damals neuerrichtete Gebäude am Walther-Schreiber-Platz umzog. 2006 gab Ebbinghaus das Gebäude auf und führte das Geschäft mit einem Outletladen im einstigen Roxy-Palast nahe dem ehemaligen Stammhaus am Breslauer Platz bis zur endgültigen Schließung 2011 weiter.
Seit 1881 findet dreimal wöchentlich ein Wochenmarkt auf dem Breslauer Platz statt, einer der ältesten Märkte Berlins.

## Verkehr
Durch die relativ zentrale Lage des Ortsteils ergeben sich gute Verkehrsverbindungen, sowohl in die innerstädtischen Bereiche als auch in die südwestlich gelegenen Außenbezirke und Vororte Berlins.

### Schienenverkehr

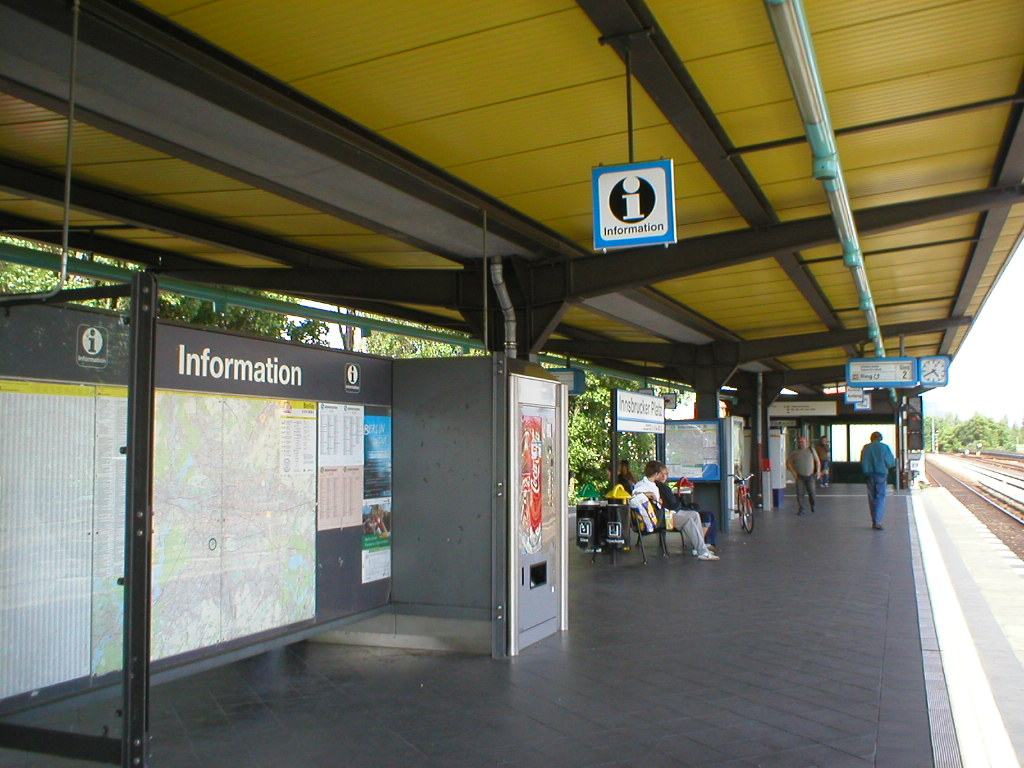
Bahnsteig des S-Bahnhofs Innsbrucker Platz mit Blick in östliche Richtung

Die S-Bahn-Züge der Wannseebahn halten bereits seit 1874 in der Nähe Friedenaus am – in Schöneberg gelegenen – Bahnhof Friedenau. Züge der Ringbahn halten an der nördlichen Ortsgrenze am Bahnhof Bundesplatz, der vor 1938 Bahnhof Wilmersdorf-Friedenau und von 1938 bis 1993 Berlin-Wilmersdorf hieß. Er befindet sich an der Grenze zum Ortsteil Wilmersdorf.
In Friedenau selbst befindet sich nur der S-Bahnhof Innsbrucker Platz (Linien S41, S42 und S46) der Ringbahn, der 1933 neben dem Endpunkt der im Jahr 1910 eröffneten U-Bahn-Linie BI (die heutige Linie U4) entstand, zu der seinerzeit ein Übergang eingerichtet wurde.
Die 1971 in Betrieb genommenen U-Bahnhöfe der Linie U9 Friedrich-Wilhelm-Platz und Walther-Schreiber-Platz befinden sich ebenfalls auf Friedenauer Gebiet. Der U-Bahnhof Bundesplatz liegt unmittelbar nördlich der Friedenauer Gemarkungsgrenze im Ortsteil Wilmersdorf.
An der Hauptstraße unter dem Autobahntunnel des Innsbrucker Platzes befindet sich ein – in der „200-km-Planung“ des Jahres 1977 vorgesehener – Bahnhofsrohbau für die seinerzeit projektierte U-Bahn-Linie U10.

### Individualverkehr

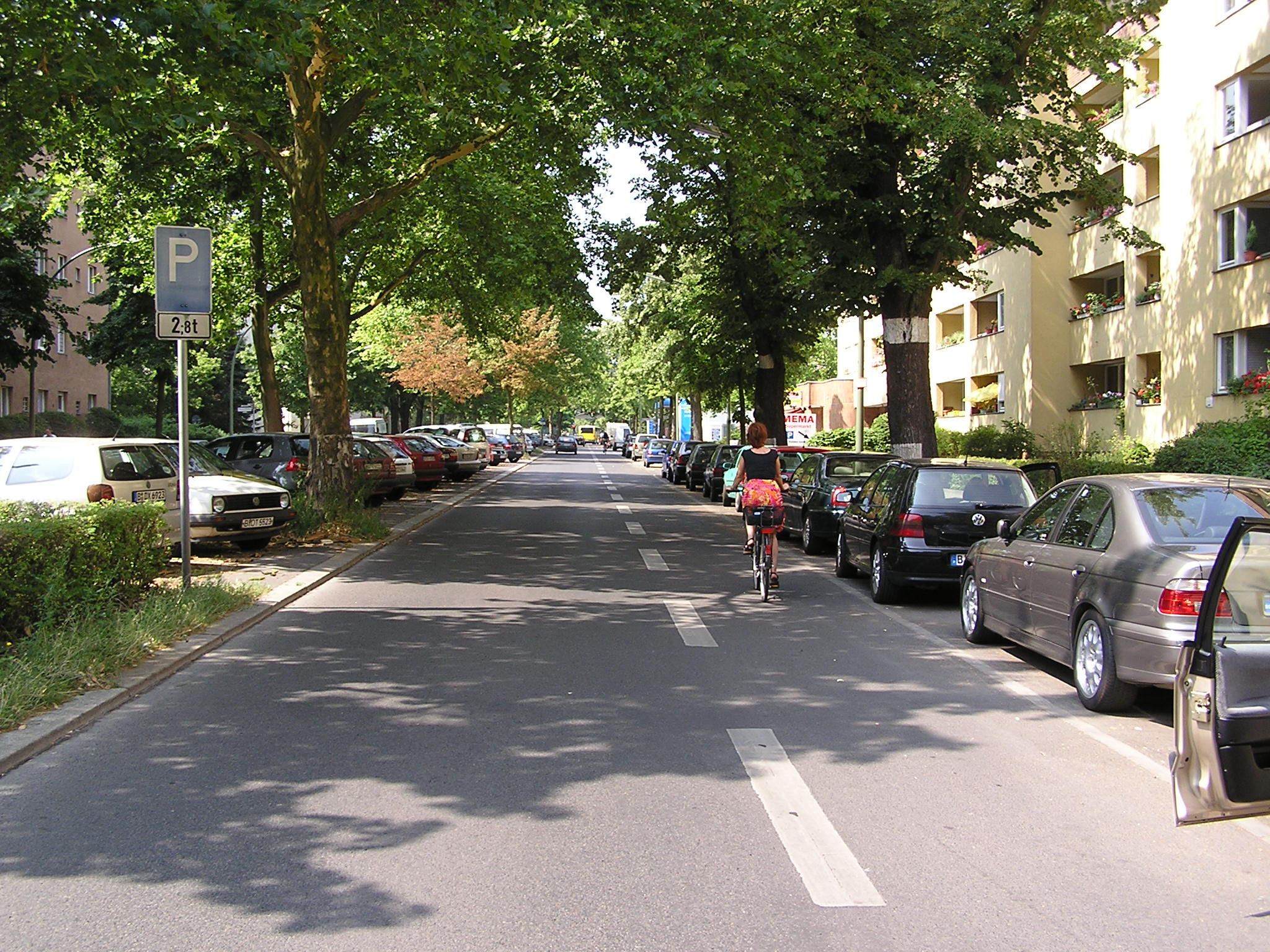
Der Südwestkorso mit seinen getrennten Fahrstreifen für Radfahrer

In Friedenau sind die folgenden Hauptverkehrsachsen bedeutsam:
Im Norden wird Friedenau neben der Ringbahn auch von der Berliner Stadtautobahn tangiert, die im Bereich des Ortsteils eine Anschlussstelle hat. Die Bundesautobahn 103 (Westtangente) hingegen verläuft einige hundert Meter östlich von Friedenau und verfügt ebenfalls über eine Anschlussstelle in Ortsnähe.
Die Bundesallee als wichtige Berliner Nord-Süd-Verbindung verläuft, in Verlängerung der Joachimsthaler Straße aus Wilmersdorf kommend und am Bundesplatz den Ortsteil Friedenau erreichend, bis zum Walther-Schreiber-Platz und teilt Friedenau als Symmetrieachse in eine Ost- und eine Westhälfte. Am Friedrich-Wilhelm-Platz wird der Hauptverkehrsstrom der Bundesallee seit den 1970er Jahren südöstlich über Schmiljanstraße und Saarstraße in Richtung zur Westtangente an der Friedenauer Brücke (Anschlussstelle 3 – Saarstraße) und weiter über die Thorwaldsenstraße in die südlichen Bereiche Berlins geleitet.
Diagonal durch das südöstliche Friedenau verläuft die Hauptstraße vom Innsbrucker Platz bis zum Breslauer Platz, die von dort bis zum Walther-Schreiber-Platz Rheinstraße heißt. Dieser Straßenzug bildet das geschäftliche Zentrum des Ortsteils mit zahlreichen Einkaufsmöglichkeiten und einer gut entwickelten Infrastruktur. Ursprünglich verlief dort die ehemalige Reichsstraße 1, die später die Bundesstraße 1 wurde. In den 1970er Jahren wurde die B 1 auf die rund 400 m entfernt parallel verlaufende Westtangente verschwenkt, um die Ortsteile Friedenau und Steglitz vom Durchgangsverkehr zu entlasten.
Der Südwestkorso stellt im Nordwesten Friedenaus das ruhigere Gegenstück zur geschäftigen Haupt- und Rheinstraße dar und beginnt an der Bundesallee in Höhe der Varziner Straße. An der Kreuzung Laubacher-/Wiesbadener Straße – zweier weiterer verkehrsreicher Straßen im Ortsteil – wechselt er von Friedenau nach Wilmersdorf in Richtung Dahlem. Mitte der 1980er Jahre wurden als Modellversuch auf dem Südwestkorso im Zuge der Veloroute K die ersten Fahrradstreifen Berlins angelegt. Diese sind noch vorhanden und haben sich bewährt.

## Öffentliche Einrichtungen
Durch die relativ schnelle Bebauung und den Bevölkerungszuwachs der seinerzeitigen Landgemeinde ergab sich die Notwendigkeit zur Schaffung öffentlicher Gebäude. Der seit 1906 als Gemeindebaurat tätige Architekt Hans Altmann plante eine Vielzahl von öffentlichen Bauten, darunter das Rathaus und das ehemalige Friedenauer Gymnasium (heute: Friedrich-Bergius-Oberschule), das Reform-Realgymnasium (heute: Rheingau-Gymnasium), das Königin-Luise-Mädchenlyzeum (heute: Paul-Natorp-Oberschule) und die III. Gemeindeschule (heute: Ruppin-Grundschule und Bobertal-Oberschule). Diese mit – teilweise schwülstigem – Figurenschmuck versehenen „Trutzburgen der Bildung“ trafen seinerzeit die bürgerlichen Vorstellungen der Friedenauer Bevölkerung. Weitere Schulen waren die I. Gemeindeschule (heute: Fläming-Grundschule) und die Friedenauer Volksschule (heute: Stechlinsee-Grundschule). Aufmerksamkeit über Berlin und Deutschland hinaus erfuhr die Friedenauer Gemeinschaftsschule durch die antisemitischen Übergriffe von Mitschülern gegen einen jüdischen Schüler im Jahre 2017.

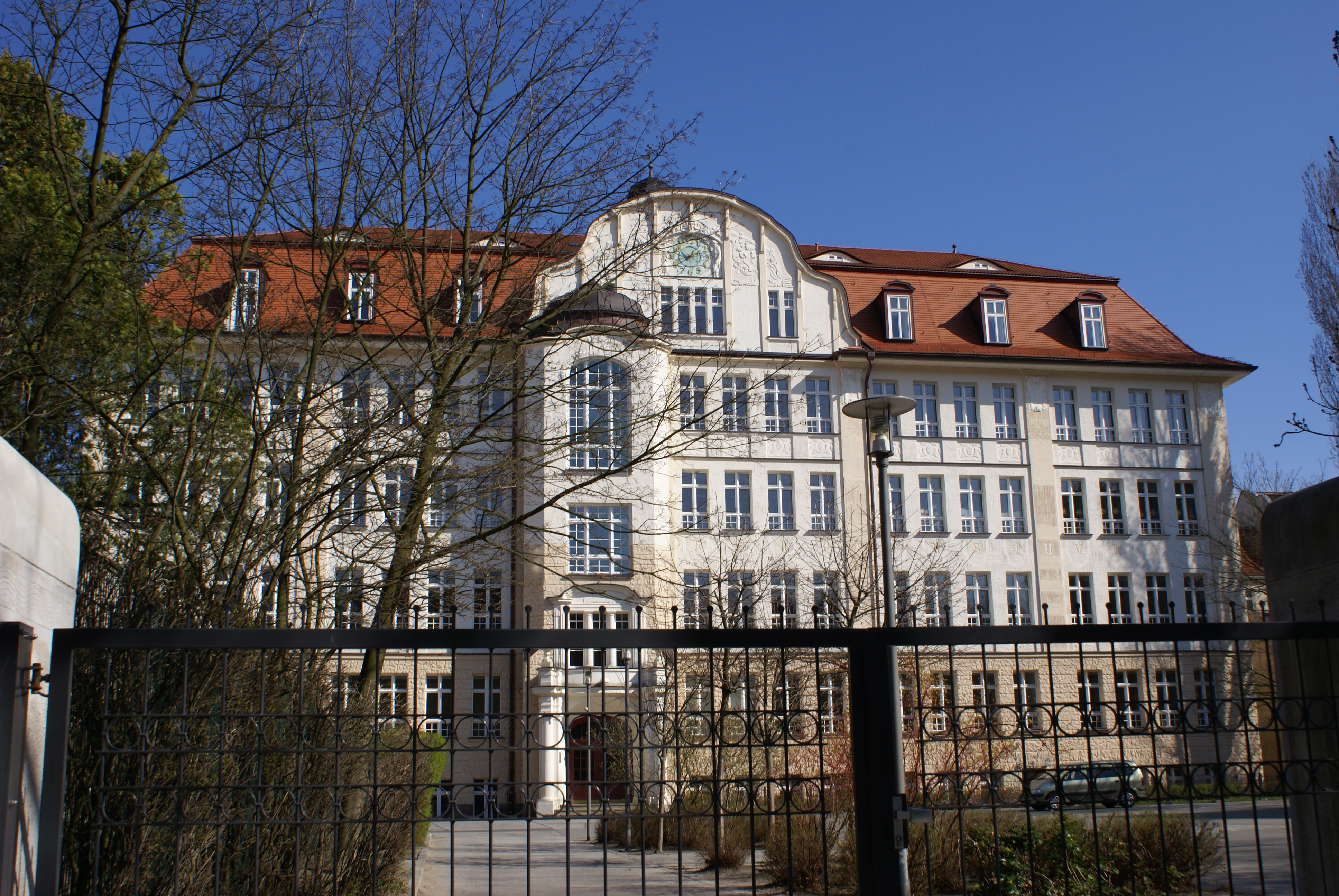
Stechlinsee-Grundschule
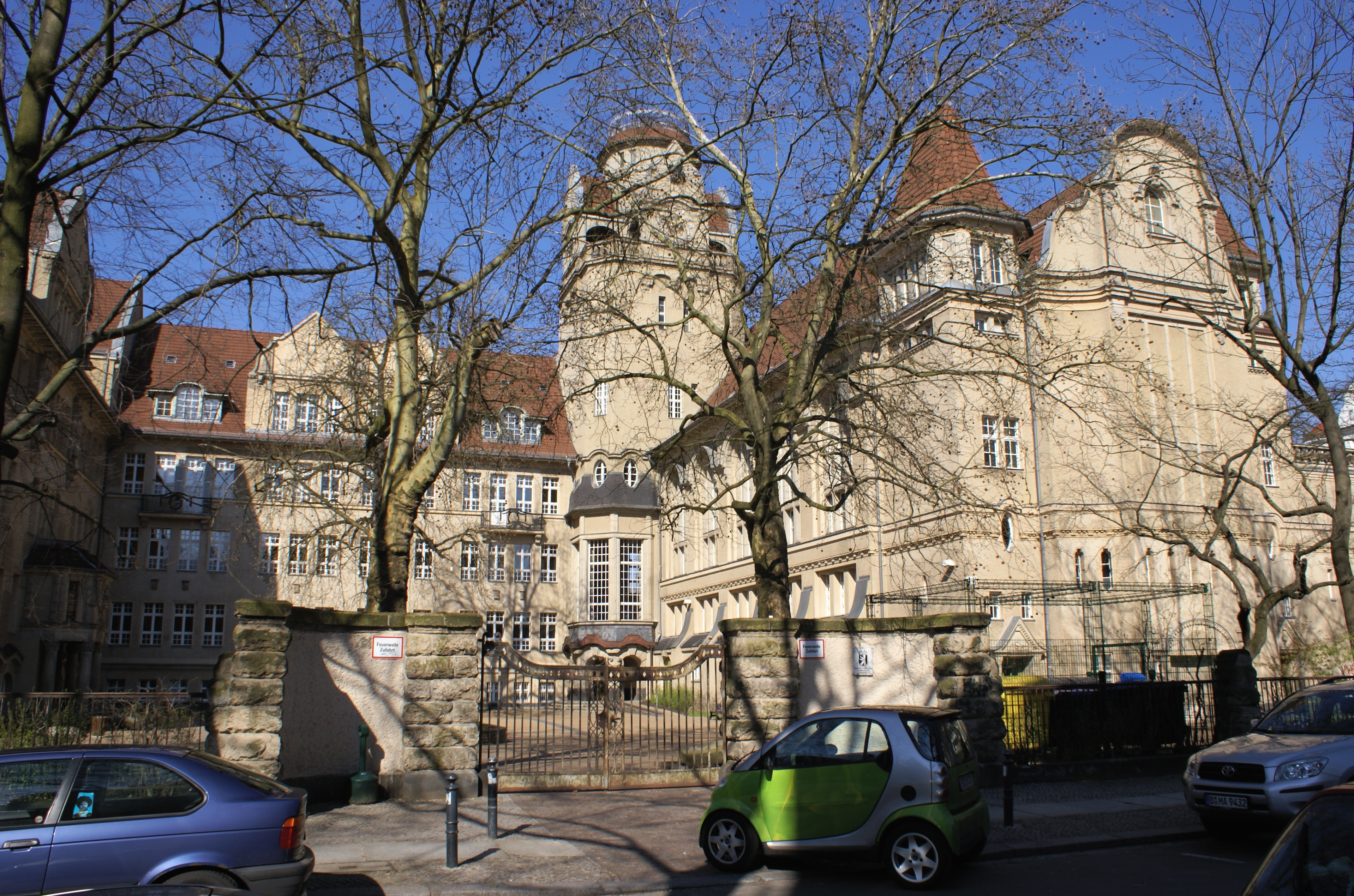
Rheingau-Gymnasium
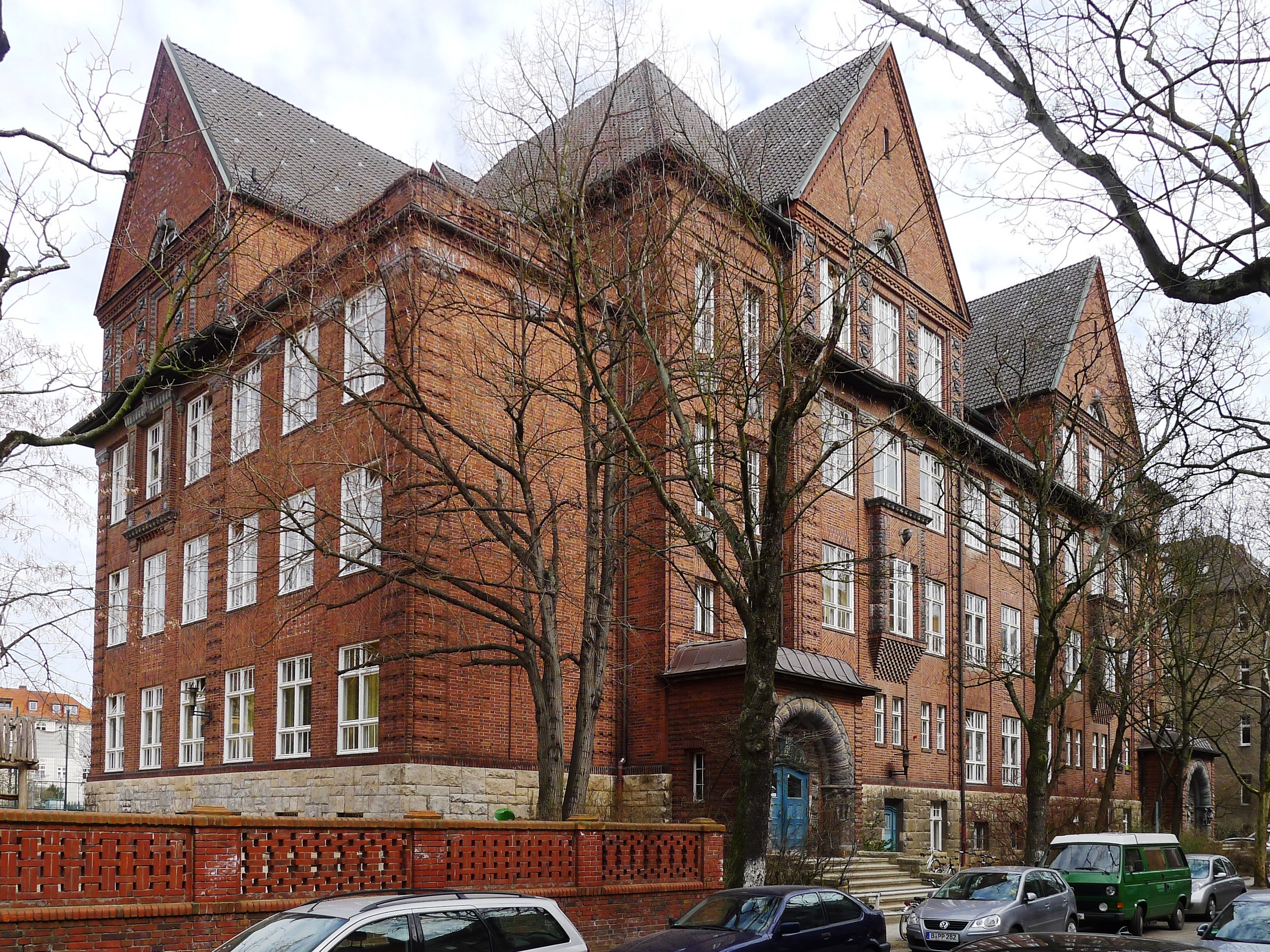
Ruppin-Grundschule

Die ehemals überwiegend protestantischen Bewohner Friedenaus gründeten zwei Gemeinden. Die folgenden Glaubensgemeinschaften haben im Ortsteil ihren Sitz.
- Evangelische Kirchengemeinde Zum Guten Hirten, Bundesallee 76a
- Evangelische Philippus-Kirche, Stierstraße 17–19
- Evangelische Gemeinschaft, Friedrich-Wilhelm-Platz 7
- Evangelisch-methodistische Kirche (Friedenskirche), Handjerystraße 52/53

Katholische Einwohner finden in der bereits im Ortsteil Wilmersdorf gelegenen St. Marienkirche auf dem Bergheimer Platz an der Laubacher Straße ihr Gotteshaus, und die islamische Glaubensgemeinschaft besitzt eine kleine Moschee in der Hedwigstraße 15. Die Heilsarmee hat ihren örtlichen Sitz in der Fregestraße 12.
Der karibische Inselstaat Jamaika hat seine Botschaft in der Schmargendorfer Straße 32.

## Persönlichkeiten

### Söhne und Töchter von Friedenau
- Curt Prüfer (1881–1959), Arabist und Diplomat
- Walter Müller-Albrecht (1888–1950), Wirtschaftsmanager und Landesrat
- Ilse Reicke (1893–1989), Schriftstellerin
- Albert Göring (1895–1966), Maschinenbauingenieur
- Eberhard Kinzel (1897–1945), General der Wehrmacht
- Friedrich Markgraf (1897–1987), Botaniker
- Georg Dertinger (1902–1968), Politiker (Ost-CDU), Außenminister der DDR
- Edith Wolff (1904–1997), Widerstandskämpferin gegen den Nationalsozialismus
- Werner Helwig (1905–1985), Schriftsteller
- Franz Schlieper (1905–1974), General der Wehrmacht
- Kurt Deckert (1907–1987), Ichthyologe
- Herbert Pridöhl (1907–1984), Maler und Illustrator
- Ruth Werner (1907–2000), Schriftstellerin
- Walter Hoffmann-Axthelm (1908–2001), Arzt und Medizinhistoriker
- Lothar Wille (1908–1992), Politiker (CDU)
- Werner Böttcher (1909–1944), Mittelstreckenläufer
- Peter Cramer (1910–2003), Geologe
- Harald Patzer (1910–2005), klassischer Philologe
- Agnes Kraus (1911–1995), Schauspielerin
- Friedrich Luft (1911–1990), Theaterkritiker, lebte in der Bundesallee 74
- Dorit Nitykowski (1911–1970), Fotomodell und Schönheitskönigin
- Winfried Zeller (1911–1982), Theologe und Kirchenhistoriker
- Werner Hartmann (1912–1988), Physiker
- Martin Rickelt (1915–2004), Schauspieler
- Heinz Raack (1916–2003), Tischtennisspieler
- Curt-Jürgen Heinemann-Grüder (1920–2010), Pfarrer und Superintendent
- Klaus-Peter von Lüdeke (* 1947), Politiker (FDP, Freie Wähler)
- Stefan Häntsch (* 1966), Politiker (CDU)
- Jan Bülow (* 1996), Schauspieler

### Mit Friedenau verbundene Persönlichkeiten
- Aaron Bernstein (1812–1884), Schriftsteller und ein Mitbegründer des Reformjudentums in Berlin, lebte in Friedenau
- Max Bruch (1838–1920), Komponist, lebte in der Albestraße 3 (Gedenktafel)
- Otto Dammer (1839–1916), Journalist, lebte in der Stubenrauchstraße 67
- Karl Kautsky (1854–1938), Politiker (SPD), lebte in der  Saarstraße 14
- Max Halbe (1865–1944), Schriftsteller, lebte in der Niedstraße 10
- Alfred Hugenberg (1865–1951), besaß ab 1929 das Haus Dickhardtstraße 40 (damals: Ringstraße 40)[50]
- Helene Stöcker (1869–1943), Publizistin und Frauenrechtlerin, lebte in der Sentastraße 5.[51]
- Georg Hermann (1871–1943), Schriftsteller, lebte in der Bundesallee 68 und 108 sowie in der Stubenrauchstraße 5, an ihn erinnert der Georg-Hermann-Garten mit einer Stele
- August Kaufhold (1871–1941), Architekt, lebte in Friedenau
- Rainer Maria Rilke (1875–1926), Lyriker, lebte in der Rheingaustraße 8
- Karl Schmidt-Rottluff (1884–1976), Maler, lebte in den 1920er Jahren in der Niedstraße 14 sowie in der Stierstraße 3
- Kurt Hiller (1885–1972), Schriftsteller, lebte in der Hähnelstraße 9
- Adam Kuckhoff (1887–1943), Widerstandskämpfer gegen den Nationalsozialismus, lebte in der Wilhelmshöher Straße 18 (Gedenktafel)
- Hannah Höch (1889–1978), Künstlerin, lebte in der Büsingstraße 16
- Else Weil (1889–1942), Ärztin und erste Ehefrau von Kurt Tucholsky, lebte in der Bundesallee 79
- Walter Trier (1890–1951), Zeichner und Illustrator, lebte 1912 bis 1916 in der Elsastraße 2
- Erich Kästner (1899–1974), Schriftsteller, hatte zeitweilig eine Zweitwohnung im Büro seiner Sekretärin Elfriede Mechnig in der Niedstraße 5
- Paul Roeder (1901–1962), Komponist, lebte in Friedenau
- Martin Kessel (Pseudonym Hans Brühl, 1901–1990), Schriftsteller, lebte in Friedenau, Autor von Am Laubenheimer Platz
- Günther Weisenborn (1902–1969), Schriftsteller, lebte in der Niedstraße 25
- Harry Frommermann (1906–1975), Sänger, Gründer der Comedian Harmonists in der Stubenrauchstraße 47
- Max Frisch (1911–1991), Schriftsteller, lebte in der Sarrazinstraße 8
- Willi Ebbinghaus (1914–2006), Kaufmann, gründete ein Kaufhaus in Friedenau
- Günter Grass (1927–2015), Schriftsteller und Literaturnobelpreisträger, lebte 1963 bis 1996 in der Niedstraße 13
- Uwe Johnson (1934–1984), Schriftsteller, lebte bis 1968 in der Niedstraße 14
- Dieter Kunzelmann (1939–2018), Mitglied der Kommune I, lebte in der Niedstraße 14[52]
- Rainer Langhans (* 1940), Mitglied der Kommune I, lebte in der Niedstraße 14[52]
- Fritz Teufel (1943–2010), Mitglied der Kommune I, lebte in der Niedstraße 14[52]
- Bernd Pohlenz (* 1956), Zeichner und Cartoon-Künstler, wohnte in den frühen 1990er Jahren in der Rotdornstraße[53]
- Hinrich Schmidt-Henkel (* 1959), Literaturübersetzer, lebt in der Niedstraße 25
- Frank Heibert (* 1960), Literaturübersetzer, lebt in der Niedstraße 25
- Petra Kahlfeldt (* 1960), Senatsbaudirektorin, lebt in Friedenau
- Patrick Joswig (* 1975), Schauspieler, lebt in Friedenau
- Malte Wirtz (* 1979), Regisseur und Autor, lebt in Friedenau[54]

### Grabmale
Auf dem Friedhof Schöneberg III sind zahlreiche Persönlichkeiten bestattet, unter ihnen der Komponist Ferruccio Busoni, die Schauspielerin Marlene Dietrich, der Fotograf Helmut Newton, der Lyriker Paul Zech und der Architekt Wilhelm Haeger.

## Friedenau in Liedern und Texten
Gerade in den Anfangsjahren der Landgemeinde animierte Friedenau Liedermacher und Literaten zu kleinen Werken, in denen der Ort besungen oder zitiert wurde. So entstand beispielsweise um 1880 die „Friedenauer Nationalhymne“, deren Verfasser und Komponist unbekannt ist und die seinerzeit gern gesungen wurde, allerdings kaum noch bekannt ist.
Komm’ mit nach Friedenau, da ist der Himmel blau,

da tanzt der Ziegenbock mit seiner Frau Galopp,

da lacht der lieben Kuh der Ochs’ so freundlich zu.

Komm’ mit nach Friedenau, da ist der Himmel blau.

Carl Breer schrieb im Jahr 1924 eine kleine Friedenauer Ode unter dem Titel Kinder, war’n das Zeiten!:
Am Sonntag ging’s nach Friedenau,

da war der Himmel immer blau,

ganz langsam mit der Töff-Dampfbahn,

kam man in gut zwei Stunden an.

Dann schrieb man Ansichtskarten

in einem Kaffeegarten.

 […]

Mein Friedenau, wie war’s doch schön,

als du noch ledig und – alleen’,

seit du mit Schöneberg getraut,

bist du schon etwas – abgebaut!

 (Auszug)

Eine Werbehymne aus den 1890er Jahren lautete:
Feldalleen und Blütenduft

vor der Weltstadt Tor,

schöne Häuser, frische Luft,

alles find’st du vor.

Drum willst du behaglich leben,

billig, gut und schlau,

laß den weisen Rat dir geben:

Zieh nach Friedenau!